# Jezuïeten
De Sociëteit van Jezus, bekend als de Jezuïetenorde, is een katholieke religieuze orde die in 1534 in Parijs werd opgericht door een groep studievrienden rond Iñigo López de Loyola, beter bekend als Ignatius van Loyola (1491-1556) met verlatiniseerde voornaam. Het doel van de jezuïeten was en is hulp aan de naaste ("het helpen van de zielen").
De sociëteit werd in 1540 goedgekeurd door paus Paulus III in de bul Regimini militantis Ecclesiae. Van de mannelijke katholieke orden is het de grootste, met ongeveer 17.000 leden. Het grootste deel van de leden is priester (pater jezuïet). Sommige jezuïeten zijn echter broeder.
Jezuïeten leven doorgaans niet in kloosters, maar in gewone huizen, jezuïetenhuizen genaamd. Tot het Tweede Vaticaans Concilie zouden de kledingvoorschriften van tal van ordes en congregaties weinig veranderen. De jezuïeten droegen een witte boord en zwarte toog zonder specifieke ordekenmerken. In de laatste zestig jaar evolueerde hun kleding steeds meer naar gewone burgerkleding. 
Net als de leden van veel andere orden leggen zij geloften af van kuisheid, armoede en gehoorzaamheid. Zij onderscheiden zich van andere orden vooral door een bijzondere gelofte van gehoorzaamheid aan de paus voor de zending en vallen niet onder het gezag van een bisschop. Een pater jezuïet zet veelal achter zijn naam de afkorting sj of S.J. van Societatis Jesu (vroeger ook S.I. van Societatis Iesu, aangezien het Latijn (oorspronkelijk) geen letter 'j' kent). De Jezuïetenorde wordt vanuit Rome geleid door een generaal-overste (praepositus generalis) van de orde. Sinds 14 oktober 2016 is dit de Venezolaan Arturo Sosa.
De Nederlandse en de Vlaamse provincies van de jezuïeten fuseerden in 2012 om de Regio van de Europese Lage Landen te vormen. Provinciaal is sinds 2020 Marc Desmet.
De jezuïeten richtten zich als promotors (bevorderaars) van de contrareformatie in het verleden vooral op onderwijs en missie (bekering). Tevens traden zij op als geestelijk leiders en biechtvaders voor de leden van katholieke koningshuizen. Volgens de Britse historicus en auteur Jonathan Wright werkt hun invloed ook na eeuwen nog door. 'Wij in het Westen hebben nog steeds de neiging naar de rest van de wereld te kijken door de bril die de jezuïeten (en hun medebroeders) ons gegeven hebben; en de rest van de wereld leeft nog steeds, of ze het wil of niet, met de gevolgen daarvan.'
De orde werd in haar geschiedenis door verschillende landen verbannen. In 1773 werd ze op aandringen van de rooms-katholieke landen Portugal, Spanje en Frankrijk door de paus afgeschaft, waarna een andere paus haar eenenveertig jaar later, in 1814, weer in het leven riep. Het algehele verbod werd echter niet gehandhaafd, omdat Pruisen en Rusland de grenzen voor de jezuïeten open hielden en ze daar welkom waren.

## Geschiedenis
De sociëteit werd opgericht ten tijde van de Contrareformatie, de beweging die de Reformatie moest tegengaan en een nieuwe dynamiek tot stand brengen binnen de katholieke kerk. De leden hielden zich bezig met prediking, missioneringswerk en onderwijs. Omdat de kwaliteit van het onderwijs hoog was voor die tijd kregen met name mensen uit de bovenlaag van de maatschappij les van de jezuïeten. Zij waren hierdoor bepalend voor de ontwikkeling van de bestuurlijke klasse.

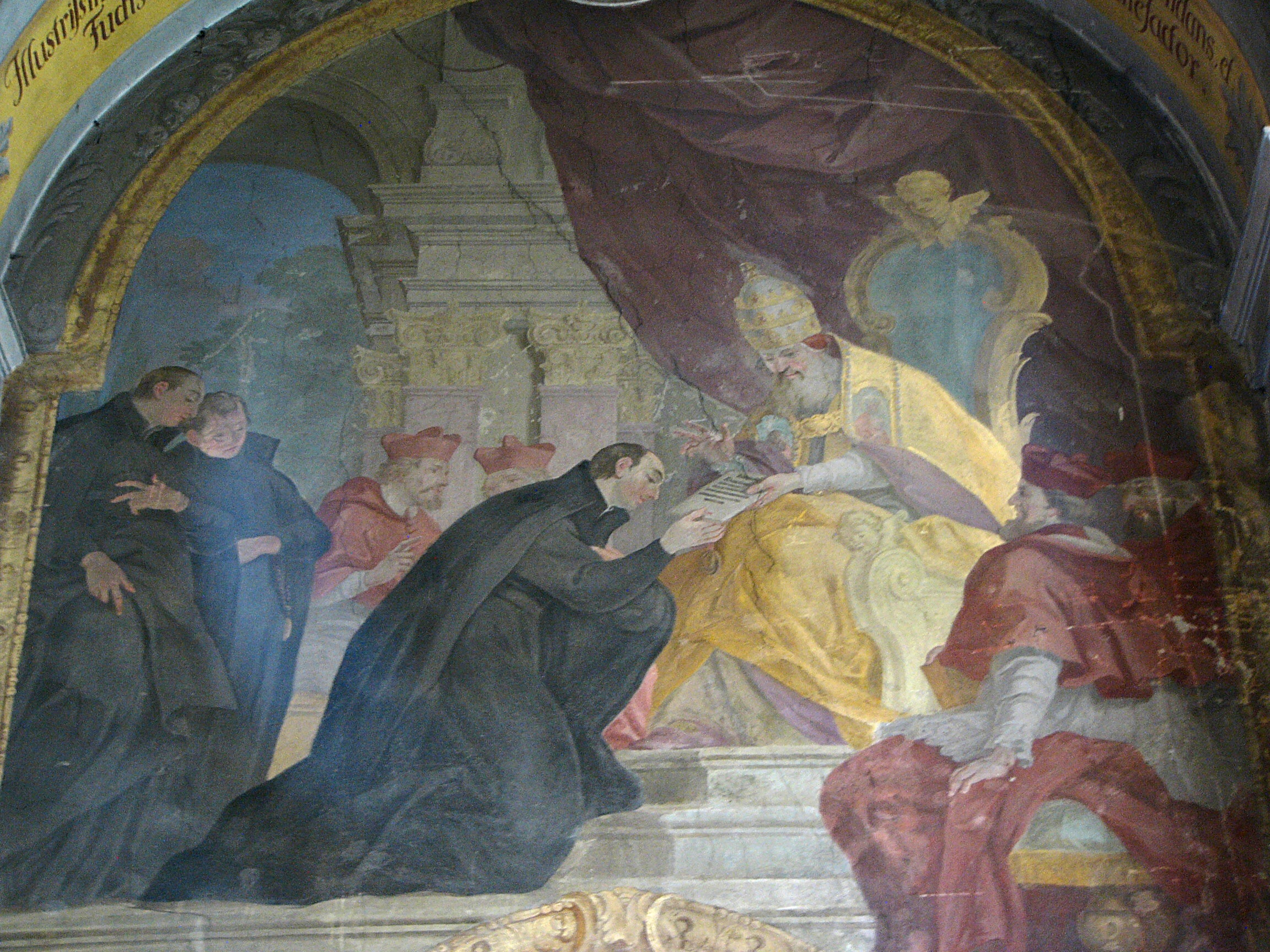
Paus Paulus III keurt de Jezuïetenorde goed (1540)

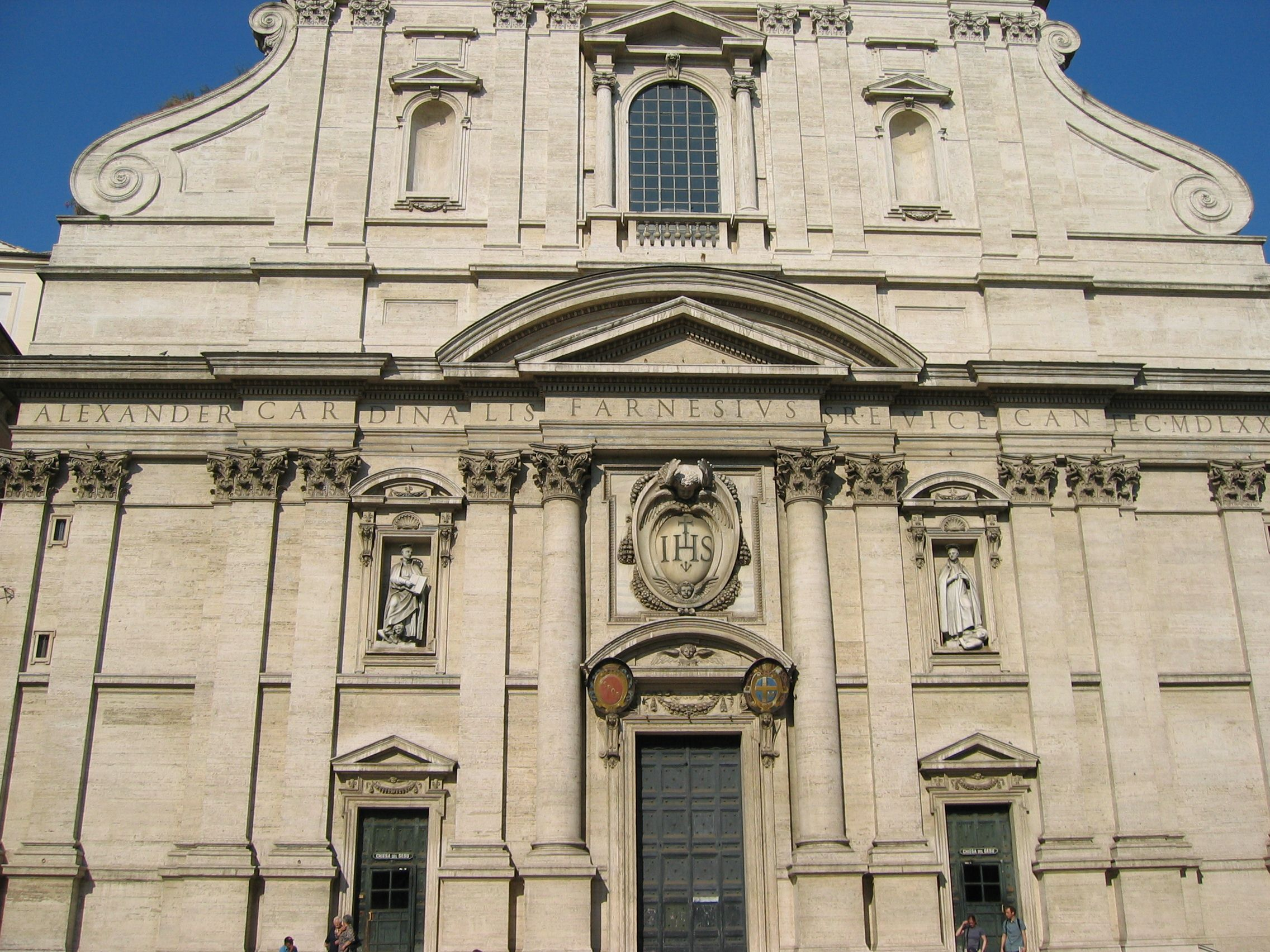
Chiesa del Gesù, moederkerk van de Jezuïetenorde in Rome

### 16e eeuw
- 1491 – Ignatius van Loyola ("Iñigo") wordt geboren in het kasteel van Loyola in de provincie Gipuzkoa in Spaans Baskenland in het adellijke milieu van Azpeitia (zie: Loyola (heiligdom)). Tot zijn zevende wordt hij opgevoed door het gezin van María de Garín, de vrouw van de plaatselijke smid. Vervolgens voedt zijn zus hem verder op.
- 1522-24 Ignatius schrijft de Geestelijke oefeningen (Exercitia Spiritualia).
- 1534 - Iñigo gaat studeren in Parijs. Hij en zijn vrienden stichten een nieuwe religieuze orde genaamd Jezuïeten. Iñigo noemt zichzelf nu Ignatius.
- 27 september 1540 – De nieuwe gemeenschap onder de naam 'Sociëteit van Jezus' wordt door paus Paulus III goedgekeurd in de bul Regimini militantis Ecclesiae. Het manifest Formula Instituti vormde de basis voor de stichtingsakte van de Sociëteit. Daarin was 'de voortplanting van het geloof' een van de belangrijkste verplichtingen voor een jezuïet.
- 1542 - India was de eerste bestemming van Franciscus Xaverius. Er volgden confrontaties met moslims en hindoes en ook werd gepoogd om duizenden thomaschristenen aan de kust van Malabar binnen 'de invloedssfeer van Rome' te krijgen. Xaverius werd het symbool en de belichaming van de totale missionaire impuls, die het vroegmoderne katholicisme bepaalde en inspireerde.
- 1545 - 1563 - Tijdens het Concilie van Trente, een aantal bijeenkomsten 'om het katholieke leven een nieuwe impuls te geven en ketterse wantoestanden af te zweren', speelde de jezuïet Diego Laínez een sleutelrol bij de definitieve afwijzing van het protestantse idee van de predestinatie (voorbeschikking).
- 1548 - Eerste editie Exercitia Spiritualia. De Exercitia had grote invloed op katholieke intellectuelen en de beeldende kunst.[4][n 1]
- 1549 - Onder leiding van Manuel de Nóbrega reisden de jezuïeten naar Brazilië, in gezelschap van de eerste Portugese gouverneur-generaal Tomé de Sousa.
- 1550 - De belangrijkste plicht van een jezuïet werd niet alleen 'voortplanting van het geloof', maar ook de 'verdediging' ervan. De Sociëteit zag het als haar taak het hoofd te bieden aan gevaren die de kerk bedreigden. In 1552 werd vastgelegd dat haar plicht was 'het geheime gif op te sporen van de ketterse doctrine en te bestrijden, en vervolgens de opgegraven boom van het geloof weer te planten.' 'Veel van de eerste missies van jezuïeten naar Engeland, Bohemen, Frankrijk, Hongarije, Duitsland en Polen waren erop gericht de strijd direct aan te binden met de protestantse vijand, zielen terug te winnen van het lutheranisme en calvinisme, en de standvastigheid te ondersteunen van de katholieken die het grootste risico liepen ten prooi te vallen aan het schisma.'[5] Alle jezuïeten wilden het protestantisme zo snel en doelmatig mogelijk vernietigen.[6]
- 1551 - De jezuïeten vestigden zich in Wenen op uitnodiging van Ferdinand I en kregen er het bestuur over de universiteit. Daarna vestigden ze zich in Keulen en Ingolstadt en vandaar uit over heel Duitsland.[7] Het jezuïetencollege van Keulen werd de grootste jezuïetengemeenschap ten noorden van de Alpen.[8]
- 1554 - Het Parlement van Parijs weigerde met het beroemde arrêt (besluit) van 1554 jezuïeten in het koninkrijk toe te laten. In 1560 werd een petitie aan koning Frans II aangeboden, waarin ze afstand deden van hun privileges, zich er toe verplichtten zich aan de wetten te houden van het rijk en van de gallicaanse kerk en zich te onderwerpen aan haar gebruikelijke wetgeving, waarop ze werden toegelaten.[9]

De Habsburgse prinses Juana van Oostenrijk ontving in 1554 de zeldzame onderscheiding van 'vrouwelijke jezuïet', in het geheim aan haar toegekend onder het pseudoniem 'Mateo Sanches'. Ze trad vanaf 1554 op als regentes van Spanje, toen haar broer Filips trouwde met de katholieke koningin Maria Tudor (1516-1558) en zolang zij leefde koning van Engeland was.
- 31 juli 1556 – Ignatius sterft. De Algemene Congregatie, na de paus het hoogste gezag in de orde, wijst in 1558 Diego Laínez aan als zijn opvolger. Laínez had veel invloed op de decreten en dogma's van het Concilie van Trente. Bij de dood van Ignatius heeft de orde al meer dan 1000 leden. Vervolgens wordt het ledenaantal vijftien maal zo groot. De hele wereld is voor deze eerste generaties jezuïeten missiegebied. Bezigheden van de jezuïeten zijn onder andere het begeleiden van "geestelijke oefeningen", catechese, het geven van onderwijs, geestelijke begeleiding, werken op het raakvlak van geloof, cultuur, wetenschap en gerechtigheid.
- 1557 - Toen Sebastiaan koning van Portugal werd, nam hij geen belangrijke besluiten zonder zijn leraar en biechtvader Consalves de Camera en diens broer Martin, graaf van Calhette. De jezuïeten waren de biechtvaders van de gehele koninklijke familie. Sebastiaan besloot van een huwelijk af te zien en viel in zijn strijd tegen het koninkrijk van Fez (Marokko), waarop uiteindelijk Filips II van Spanje koning van Portugal werd.[12]
- 1558 - De jezuïet Polancus vertaalde de Constituties van de orde in het Latijn en ze werden gedrukt in het College van de Orde in Rome. Ze werden geheim gehouden tot ze in 1761 tijdens het proces van vader La Valette door het Franse Parlement werden gepubliceerd.[13]
- ca. 1560 - Stichting van jezuïetenscholen in Toulouse en Lyon, na gewelddadige overvallen op de plaatselijke protestantse gemeenschap, waarbij de katholieke bevolking vierduizend protestanten afslachtten.
- Vanaf 1560 - Jezuïeten arriveerden in Macao in China. Vanaf 1580 zetten Michele Ruggieri en Matteo Ricci de missie in het binnenland op. Ricci droeg vlechtjes, ging gekleed als confuciaanse geleerde en was expert op het gebied van de 'confuciaanse klassieken'. Hij wilde de intellectuele en politieke elite van het Hemelse Rijk overhalen en imponeerde daarbij met zijn Europese kennis van wiskunde, geografie en exacte wetenschappen. De invallen van missionarissen bij hun evangelische onderneming lokten vijandigheden uit 'bij vertegenwoordigers van plaatselijke religies en moraalsystemen - boeddhistische bonzen in Japan, neocunfuciaanse geleerden en islamitische astronomen in China - die ze wilden verdringen.'
- Vanaf 1567 - De jezuïeten opereerden in Peru, 'thuishaven van de oudste jezuïetenschool in Latijns-Amerika en uitvalsbasis voor de verbazingwekkende ontdekkingstochten van José de Acosta.'
- 1572 - De Belg Everard Mercurian werd de eerste niet-Spaanse generale overste, wat tot heftige reacties leidde van Spaanse jezuïeten. Zij vonden ook dat wegens de 'kwestie van bloedzuiverheid' mannen met moorse of joodse voorouders geen carrière als jezuïet mochten hebben. De Spaanse agitatie werd in de eerste decennia van het bestaan van de Sociëteit regelmatig door Spaanse koningen aangevuurd. Nationale rivaliteit zou door de eeuwen heen de interne politiek en de missionaire activiteiten bezoedelen. In 1572 betraden de jezuïeten Mexico, dat door hen 'grondig doorploegd' zou worden. Daarvandaan drongen ze eind 17e, begin 18e eeuw door tot in het tegenwoordige Arizona, New Mexico en Zuidelijk Californië.
- 1581 - De jezuïeten kwamen aan in de Filipijnen. Het 'spraakmakendste van alles was Paraguay'.

In 1581 werd Claudio Acquaviva van Napels, zoon van de hertog van Átri, op zevenendertigjarige leeftijd tot Generaal gekozen.
- 1584 - Inwijding van de Chiesa del Gesù, de belangrijkste kerk van de orde. Het werk aan de kerk werd in 1589 gestaakt, 'toen de geldstroom van de familie Farnese opdroogde' en pas ver in de volgende eeuw werd de kerk voltooid. Het is dan 'ook erg gemakkelijk om de aantrekkingskracht van de nieuwe Sociëteit te overdrijven. Heel wat ouders namen 'drastische maatregelen om te voorkomen dat hun zonen tot de rijen der jezuïeten zouden toetreden.'
- 1589 - De Franse koning Hendrik III werd door Jaques Clément vermoord. Volgens Parijse tegenstanders van de Sociëteit was hij door de jezuïeten geïnspireerd. In hun Literae Annuae van 1589 werd de moord voorgesteld als een wonder dat plaatsvond op dezelfde dag als waarop de jezuïeten uit Bordeaux werden verbannen.[14] Volgens jezuïet Camelet was Clement een 'engel'en jezuïet Guignard werd in Greve opgehangen.
- 1592 - moordpoging van Barriere. Vader Varade, rector van het jezuïetencollege in Parijs, zou er op hebben aangedrongen.
- 1593 - Op 7 februari werd in Aubenas in de Cevennen in Frankrijk de jezuïet Jaques Salès door protestanten in de rug geschoten, na zijn poging een protestants gezin te bekeren en een dispuut met een raad van calvinistische predikanten. Z'n metgezel, de lekenbroeder Guillaume Saultemouche, werd neergestoken. Voor katholieken werden zij helden.
- 1594 - Op 27 december werd koning Hendrik IV van Frankrijk door Jean Châtel verwond. De jezuïeten hadden waarschijnlijk niet rechtstreeks iets met Châtels aanslag te maken. Maar de vijanden van de Sociëteit van Jezus, met name de universiteit en het parlement, hadden precies op zo'n soort incident gewacht. Ze waren woedend vanwege de jezuïtische bemoeienis op politiek, onderwijskundig en godsdienstig terrein in Frankrijk en zagen de Sociëteit als één grote Spaanse belangenorganisatie. Tijdens het verhoor werd hem gevraagd of hij niet op een jezuïetencollege had gezeten en twee jaar college had gelopen bij de jezuïet Jean Guéret. Châtel gaf niets toe, maar toch vond er een overval plaats op het Collège de Clermont en het Maison Saint Louis van de jezuïeten. Châtel werd gevierendeeld, Guéret uit Frankrijk verbannen en Jean Guignard, de bibliothecaris van Clermont, 'in wiens papieren inderdaad een overdaad aan antimonarchistisch materiaal werd aangetroffen' in januari 1595 op de Place de Grève opgehangen. Vlak vóór zijn terechtstelling was een plaidoyer aangenomen in het parlement, waarbij de jezuïeten binnen drie dagen Parijs moesten verlaten en Frankrijk binnen twee weken. Op de plaats van Chastels huis werd een piramide opgericht, waarbij op de vier zijden Chastel in verband werd gebracht met de 'nieuwe sekte' (de jezuïeten). Toen de jezuïeten in 1605 weer machtig genoeg in Frankrijk waren, werd de piramide ontmanteld en er in 1606 een fontein voor in de plaats gezet.[15]
- Vanaf 1595 - Jerome Xaverius voerde campagne om de grote Mongoolse keizers Akbar de Grote en Jahangir te bekeren.

### 17e eeuw

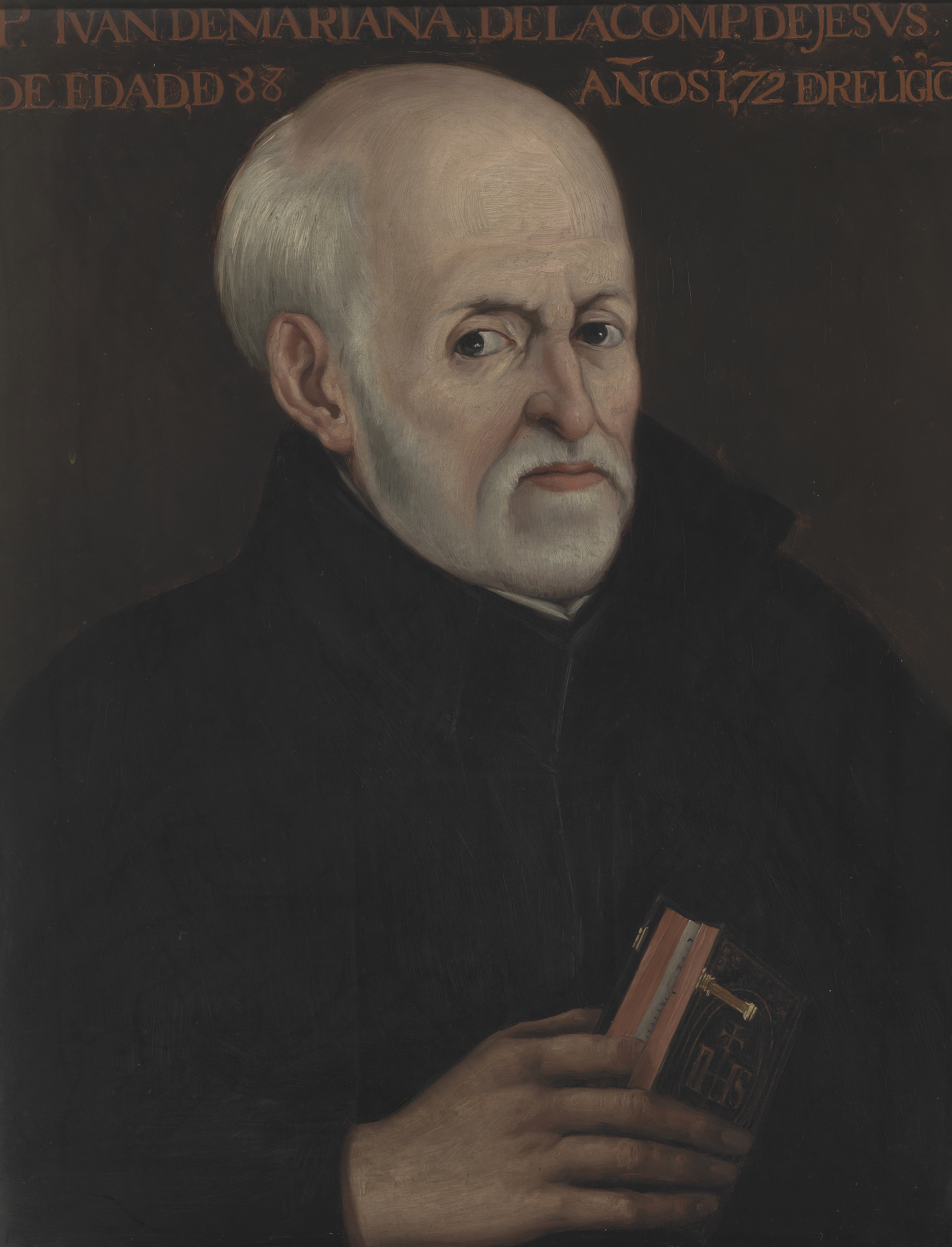
Juan de Mariana, (Museo del Prado).

- ca. 1600 - Er waren al 56 colleges in Italië en Sicilië alleen, 77 in Spanje en zijn koloniën.
- 1609 - Oprichting broederschap van gehuwde mannen door de jezuïeten.[4]
- 16 mei 1610 - Koning Hendrik IV werd door de gestoorde katholiek François Ravaillac vermoord. Parijse tegenstanders zagen er de hand van de jezuïeten in. De biechtvader van Henry IV en de Dauphin was vader Cotton. De moord vond plaats toen de koning op het punt stond het tegen Oostenrijk op te nemen. Ravaillac zou zijn geïnspireerd door de geschriften van de vaders Mariana en Suarez en voor zijn daad gebiecht hebben bij vader d'Aubigny. Mariana schreef in De Rege et Regis Institutione Libri Tres (1598, in opdracht van Filips II van Spanje[16]): '(..) als de omstandigheden het toestaan', zegt hij, is het rechtmatig 'met het zwaard de prins te vernietigen die een verklaard publieke vijand is (..) Ik zal nooit de daad van de man als slecht beschouwen die, ten gunste van de wensen van het volk, een poging waagt hem te doden,' en 'hem ter dood brengen is niet alleen geoorloofd, maar een prijzenswaardige en glorieuze daad.'[17]  Mariana's boeken werden verbrand.
- Vanaf 1611 - verplaatsten jezuïeten zich door 'Nouvelle France' waar ze onder meer naar de stammen van de Algonkin, Montagnais, Irokezen en Huronen gingen. 'Een onzichtbare schepper die buiten de natuur stond, een niet-lijfelijk hiernamaals, een monotheïstisch paradigma' werd opgedrongen 'aan een samenleving die volmaakt gelukkig was met haar polytheïstische godendom.[18]
- 1618 - 1648 - Tijdens de Dertigjarige oorlog kwamen de jezuïeten regelmatig met uitgesproken oorlogszuchtige adviezen. Ferdinand van Bohemen en zijn generaals Wallenstein en Tilly waren bij de jezuïeten opgeleid. Zo speelden onder meer Adam Contzen, Wilhelm Lamormaini en George Plachý een rol in het conflict.[19]
- 1620 - Athanasius Kircher werd jezuïet. De priester-wetenschapper kreeg zijn wetenschappelijke gegevens door missionarissen aangeleverd. Die missionarissen deden over de hele wereld geografische, culturele, botanische en zoölogische ontdekkingen. Kircher had een veel bezocht museum in Rome, dat in 1871 door de Italiaanse regering '- niet bepaald de grootste vriend van de jezuïeten -' werd gesloten. Kircher werkte ook samen met Gian Lorenzo Bernini, die de Sociëteit was toegewijd, bij het bouwen van de fontein op de Piazza Navona in Rome.
- 1623 - Loyola en Xavier werden gecanoniseerd (heilig verklaard). In 1622 was Antwerpen, 'het kloppend hart van een van de best gedijende jezuïetenprovincies', versierd om de aanstaande heiligverklaring. Rubens, lid van een jezuïtische lekencongregatie, schilderde altaarstukken voor de Antwerpse jezuïetenkerk en maakte schetsen voor een vererende biografie van Loyola.[20]
- Circa 1630 - De jezuïeten onderrichtten in Frankrijk zeker 40.000 studenten, waaronder Descartes, Corneille, Bossuet en Molière. Een aantal van hen was niet mild tegenover hun voormalige leraren. In 1630 werd de wereldse orde van de English Sisters van Mary Ward, alom 'jezuïtessen' genoemd,  afgeschaft.[10]
- 1640 - De priester René Ménard voer van Frankrijk naar Quebec, het centrum van de missionaire operaties van de jezuïeten in Noord-Amerika. 'Nouvelle France' (Canada) werd een 'bloederige evangelische arena' en een plek vol conflicten en spanningen tussen de Sociëteit en de wereldlijke tak. Ménard werkte onder de Nipissing, Huron, Iroquois en Odawa-indianen voor het 'onderricht en verlossing [..] van deze barbaren in [het] belangrijkste overgangsgebied ter wereld.' Hij stierf alleen in 1661 en zijn lichaam is nooit teruggevonden.

In 1640 werd het honderdjarig bestaan van de Sociëteit gevierd en het boek Imago Primi Saeculi Societatis Jesu, 952 pagina's dik, in Antwerpen uitgegeven. Het was een eigentijdse samenvatting van jezuïtische idealen en wapenfeiten, volgens een voorbeeld in de Imago gold: unus non sufficit orbis (één wereld is niet genoeg).
- Ca. 1640 - Een 'alarmerend' aantal colleges was verplicht de deuren te sluiten door 'dynastiek gekibbel en economische crises'.
- 1645 - 1686 - Niet minder dan zes generale oversten volgden elkaar op. Blaise Pascal was de bekwaamste tegenstander van de jezuïeten. Zijn 'frustrerend consequente voorstelling van schaamteloze jezuïstische casuïstiek' zette zich vast in de Europese beeldvorming.[22]
- 1652 - Francesco Malines en Paolo Casti, hoogleraren theologie en wiskunde, reisden met valse namen en paspoorten naar Stockholm om koningin Christina van Zweden terug te winnen voor het katholieke geloof.
- 1675 - Père Lachaise werd de biechtvader van koning Lodewijk XIV en nam de taak op zich de hugenoten uit Frankrijk te verdrijven. In 1681 werd er weer begonnen met de vervolging van de Protestanten. In 1685 werd met La révocation de l'édit de Nantes het Edict van Nantes herroepen. In zijn huis Mont Louis deelde Lachaise lettres de cachet uit, bevelen met de handtekening van de koning om mensen op te pakken of te verbannen. Mont Louis werd later de begraafplaats Père Lachaise.[23] Lachaise werd opgevolgd door Père Letellier. Er vertrokken ca. 400.000 burgers naar het buitenland met 60 miljoen francs en daarbij werd Frankrijk ook in spiritueel opzicht armer.[24]
- 1685 - Toen de katholiek geworden Jacobus II zijn broer Karel II Stuart (die zich op zijn sterfbed tot het katholicisme bekeerde) als Engelse koning opvolgde, benoemde hij overal katholieken en liet de jezuïeten vrij spel.[25] Hij zou worden afgezet door zijn schoonzoon Willem III van Oranje.

### 18e eeuw
- 1756 - De Sociëteit werd uit Paraguay verbannen. Sebastiāo José de Carvalho e Mello (Markies De Pombal) werd in 1756 eerste minister van Portugal en vond dat jezuïeten het gezag van koning Jozef I in Paraguay negeerden. Nadat de koning op 3 september 1758 in de rechterarm en -schouder was geschoten, werden rond 11 januari 1759 de eerste jezuïeten gearresteerd, waaronder leiders Mattos, Alexander en Malagrida, op verdenking van medeplichtigheid. Ze zouden een hechte band hebben gehad met de leider van de beschuldigden, de hertog van Averio (Aveiro). Averio stond met de markies van Tavora aan het hoofd van de Portugese adel. De Portugese koning had een verhouding met Dona Theresa, de jonge vrouw van de markies van Tavora.
- 1759 - In april werd de hele Sociëteit formeel uit Portugal verbannen.[26] In september voeren de eerste schepen van Lissabon naar de Kerkelijke Staten. Er werden 1100 jezuïeten verbannen en 250 kwamen in de gevangenissen van Pombal. In de maanden en jaren erna werden jezuïetenpriesters ook uit de overzeese gebiedsdelen van Portugal gezet. Het anti-jezuïtische Deducāo cronológica e analística verscheen in 1767.
- 1761 - Proces van Antoine Lavalette in Frankrijk, waarbij voor het eerst de "constituten" (wetten) van de orde openbaar werden gemaakt, wat in 1762 leidde tot haar verbanning uit Frankrijk, in november 1764 bekrachtigd. De Constituties van de Sociëteit werden het heftigst verworpen in het Quarto (vier folio's) Extrait des assertions van maart 1762. De stellingen daarin werden verzameld en gepresenteerd aan koning Lodewijk XV, zodat, volgens het Arrest du Parlement du 5 Mars, 1762, 'de oudere zoon van de Kerk zich bewust kan zijn van de perversiteit van deze doctrine...Een doctrine die Diefstal, Liegen, Meineed, Verontreiniging, iedere Passie en Misdaad toestaat, Moord, Oudermoord, Koningsmoord onderwijst, het omverwerpen van religie om haar te vervangen door bijgeloof, door Tovenarij, Godslastering, Irreligie en Idolatrie te verkiezen..etc.' De aanval tegen de Sociëteit was geleid door jansenisten en Sorbonnisten, opportunistische encyclopedisten en figuren als de hertog van Choiseul en Madame de Pompadour. Drie jaar later werden de jezuïeten uit alle Spaanse gebieden verdreven.
- 1767 - De bevolking van Madrid kwam in maart 1766 in opstand en de jezuïeten werden er van verdacht achter de ongeregeldheden te zitten met geheime drukpersen. Karel III van Bourbon, neef van de Franse koning Lodewijk XVI, die naar de Napolitaanse politicus Bernardo Tanucci had geluisterd, was tegen de jezuïeten. De Buitengewone Raad van Castilla verklaarde alle aanklachten tegen de Sociëteit op 29 januari 1767 gegrond. In de nacht van 21 maart 1767 vielen militaire troepen de zes jezuïetenhuizen in Madrid binnen. De priesters en broeders werden verbannen. Vervolgens werden alle colleges in Spanje bezocht en dwangbevelen naar de Spaanse koloniën gestuurd. Er werden uiteindelijk 2267 jezuïeten naar Europa gedeporteerd, maar Rome had voor hen geen plaats meer. De Spaanse jezuïeten konden pas na zes maanden van boord op Corsica. Binnen een jaar volgden alle Spaanse satellietstaten - Napels, Parma en Sicilië - het voorbeeld van Madrid: alle leden van de Sociëteit werden verbannen. Toen keizerin Maria Theresia van Oostenrijk in 1770 haar dochter Marie Antoinette uithuwelijkte aan de Franse koning Lodewijk XVI, vormde Wenen geen obstakel meer voor een officieel verbod op de Sociëteit. Dat verbod werd voorbereid door Francesco de Zelada, onder sterke invloed van de Spaanse ambassadeur José Monino y Redondo. Paus Clemens XIII overleed op 2 februari 1769, de dag voordat hij zijn antwoord zou geven op de oproep van de ambassadeurs van Frankrijk, Spanje en Napels, om de orde onherroepelijk af te schaffen.
- 1773 – Paus Clemens XIV hief via de bul of breve Dominus ac Redemptor op 23 juli 1773 de orde voorgoed op onder druk van de koningen van Frankrijk, Spanje en Portugal. De paus zou, volgens de populaire traditie, tijdens het ondertekenen hebben gezegd: 'Sottoscriviamo la nostra morte' (we tekenen ons doodvonnis) of volgens St Priest na het ondertekenen: 'Questa suppressione mi dará la morte' (deze onderdrukking zal mijn dood worden).[27] Op de paleismuren verschenen posters met de letters I.S.S.S.V. en de paus wist wat dat betekende: In Settembre, Sara Sede Vacante (In september zal de Stoel leeg zijn).[24] De sterke en gezonde paus werd acht maanden na het ondertekenen van de breve, na het einde van de 'heilige week', ernstig ziek. Zeven maanden later, op 22 september 1774, was hij dood. Hij was op een vreselijke manier gestorven. Het gerucht ging dat hij vergiftigd was, mogelijk met acqua tofana van Perugia, een samengestelde vorm van water, dat na te zijn gedronken na een bepaalde tijd een zekere dood bewerkstelligde.[28] Onderzoek naar de oorzaak van zijn overlijden is er niet gedaan.

Eind september 1773 waren Lorenzo Ricci de generaal van de Sociëteit, assistenten, de secretaris van de orde, Pères Favre, Forrestier, Gautier en enige anderen, opgesloten in de pauselijke gevangenis van het Castel Sant'Angelo. Er werden 728 onderwijsinstellingen gesloten, een kwart miljoen studenten moesten vervangend onderwijs zoeken. Er werden 600 bibliotheken in Europa verzegeld, driekwart van hun half miljoen boeken werd als oud papier verkocht. De Belgische 'provincie' was verplicht Breughels en van Eycks te verkopen.
De vorsten Frederik II van Pruisen en Catharina II van Rusland negeerden echter de opheffing van de Sociëteit. Door de scheiding van Polen in 1772 waren 201 jezuïeten Russisch geworden. Catherina kwam in het bezit van Wit-Rusland. In Polotsk hadden de jezuïeten een groot college met een uitgestrekt stuk land waar 10.000 lijfeigenen werkten. Ze trokken zich terug op de rechteroever van de Dwina, die nu Russisch was. De breve van afschaffing werd in de Russische staten niet gepubliceerd. De Russische jezuïeten vormden een soort patriarchaat en toen oud-Generaal Ricci in november 1775 in de Roomse gevangenis overleed, kozen ze als vice-Generaal de bekeerde calvinist Siestrencewiecz, die bisschop van Mohilow werd, daarna Legaat van Wit-Rusland en Generaal. Op 7 maart 1801 stond paus Pius VII toe, dat de Sociëteit zich in Wit-Rusland vestigde, onder Generaal Francis Karew. Tsaar Paul I (1754-1801), grootmeester van de Orde van Malta, had daar op 11 augustus 1800 op aangedrongen. Grouber werd later als Generaal gekozen. Voor Grouber in 1805 stierf, was de orde weer in Parma en Sicilië (30 juli 1804) toegelaten. Russische jezuïeten hielden de Sociëteit tot 1814 in stand. In 1815 moesten ze van tsaar Alexander I Sint Petersburg verlaten en op 13 maart 1820 werden ze uit alle Russische gebieden verbannen. Tot 1786 hadden jezuïeten in Pruisen niets te vrezen. Door de opdeling van Polen kwam Pruisen in het bezit van Silezië en de jezuïeten hadden veel invloed op de bewoners die hun oude nationaliteit verloren. Zo konden de jezuïeten Frederik een goede dienst bewijzen door het volk gunstig te stemmen, naast het opleiden van de jeugd.
In enkele landen in het Verre Oosten, China en India kwam de opdracht zelfs nooit aan. Hierdoor kon de sociëteit blijven bestaan in deze landen. In Parma, Engeland en Napels ontstonden kleine jezuïetencommuniteiten. Ex-jezuïeten vormden nieuwe verbanden, zoals de Pères de la Foi, de Pères du Sacre Coeur en de Select Body of the Clergy, in 1784 opgericht in de Verenigde Staten.
- In 1794 stichtte Jean de Tournely in België de 'Sociëteit van het Heilig Hart', een onderwijsorgaan waar veel jezuïeten aan deel namen. In 1797 stichtte de tyrolean Paccanari de Sociëteit van de Broeders van het Geloof en in 1799 gingen ze samen met vader Clariviere, de 'enig overgebleven Franse jezuïet', als hoofd. Ze verbonden zich in 1803 met de Russische jezuïeten.

### 19e eeuw
- 1800 - Na hun verbanning uit Frankrijk in 1765 bleven veel jezuïeten in het land, zonder hun kenmerkende lange mantel en breedgerande hoed. Ze stichtten de 'Vaders van het Geloof' of de 'Broeders van de Christelijke Doctrine'. Toen Napoleon Bonaparte, middels het Concordaat van 15 juli 1801, de oude vorm van religie herstelde en de geestelijkheid enige vrijheid terug gaf om hun taken te doen, verschenen de jezuïeten als Vaders van het Geloof. In 1800 had de zuster van Vader Barat onder zijn leiding de 'Zusters van het Heilige Hart' gesticht, voor de opleiding van de dochters van de aristocratie, terwijl Vader Baruffe de 'Gemeente van de Heilige Familie' vestigde voor de opleiding van gouvernantes en personeel. Vader Despuits vestigde de 'Gemeente van de Heilige Maagd', die na de revolutie van 1830 afbrokkelde. Napoleon schafte de Broeders van het Geloof af in 1804 en de Gemeente van de Heilige Maagd in 1810. Na 1814 namen de jezuïeten weer hun oude naam aan.[31]

In Groot-Brittannië leefden jezuïeten onder meer in Liverpool, Bristol, Preston en Norwich, tot in 1795 leden uit Luik werden opgenomen, die vluchtten voor het Franse republikeinse leger. Dhr. Weld schonk hen Stoneyhurst in Lancashire. Daarna werd een seminarie gevestigd in Greenhurst. Vader Kenney stak met twee andere jezuïeten over naar Ierland en werd vice-voorzitter van Maynooth College. Kenney stichtte later een college in Clongowes. In 1830 waren er in Ierland al 58 vaders en in Engeland 117.
- 1814 – Na de Franse Revolutie werd de jezuïetenorde onder Generaal Tadder Barzozowski op 7 augustus 1814 door paus Pius VII met de bul Sollicitudo omnium ecclesiarum weer hersteld. De Amsterdammer Jan Roothaan, 'een van de invloedrijkste jezuïeten van de 19e eeuw'[33], zorgde voor een sterke impuls van deze orde die toen nog maar uit 600 personen bestond. Roothaan was in 1785 geboren in Amsterdam en onderricht door Adam Beckers. Via Beckers hoorde Roothaan van de herleving van de Sociëteit in Wit-Rusland en hij reisde naar Riga. In 1812 ontving hij zijn wijding. Roothaan keerde terug naar Europa, nadat hij en zijn medebroeders in 1820 door tsaar Alexander I Rusland was uitgezet. De hervormde Sociëteit bestond toen al zes jaar. Roothaan werd de 21e generale overste van de jezuïeten.

Nadat het hen weer was toegestaan, kwamen de jezuïeten Spanje, Frankrijk, België, Oostenrijk, Zwitserland en vele landen in de Nieuwe Wereld binnen. Koning Willem I der Nederlanden tolereerde hen. De Broglio, aartsbisschop van Gent, was hen geheel toegewijd en de regering wilde zijn aanhangers in 1816 verbannen, vanwege een op handen zijnde revolutie. De Broglio vluchtte met de rector van het Jezuïeten College naar Frankrijk en veel jezuïeten verlieten het land. De achtergeblevenen schaarden zich achter Vader Demeistre en zetten de 'paapse' bevolking van België aan tot opstand. In de woorden van Crétineau, een Franse historicus die in opdracht van de orde haar geschiedenis schreef: 'De revolutie van 1830 kwam tot stand in naam van de katholieken en jezuïeten'. Na deze revolutie nam de invloed van de jezuïeten in België gestaag toe.
- 1815 - De jezuïeten waren weer welkom in Spanje, maar in 1820 na de opstand van majoor Rafael del Riego opnieuw vervolgd. Rond 1823 waren ze weer terug toen Franse troepen Ferdinand VII weer aan de macht hadden geholpen. Op 17 juli 1834 scandeerden menigten op de grootste pleinen van Madrid 'Dood aan de jezuïeten' en 'Dood aan de Paters' en 14 jezuïeten werden gedood. In 1835 werden ze uit Spanje verbannen, een groot aantal van hen verhuisde naar Argentinië. Toen ze in 1842 uit Argentinië werden gegooid, reisden ze naar Paraguay en Uruguay. Maar in 1851, toen Isabella volwassen werd, waren jezuïeten weer welkom in Spanje. Na de revolutie van 1868 werden ze het land uitgezet, maar met het herstel van de Bourbon-dynastie in 1875 kwamen ze weer terug.
- 1816 - Verbanning uit België. Oude evangelische werkterreinen waren in de 19e eeuw weer geopend, waaronder: Mexico vanaf 1816, Canada en China vanaf 1842, Malabar in 1837, Bombay in 1856, Goa in 1890.
- 1820 - Verbanning uit Rusland. Overlijden van Generaal Barzozowski, die van Alexander Rusland niet mocht verlaten. Russische bannelingen kwamen langs Wenen en mochten zich in Galicia vestigen. De belangrijkste scholen en colleges die ze openden waren in Tournow en Lemberg.
- 1821 - Verbanning uit Mexico.
- 1828 - Het werd de jezuïeten in Frankrijk door Karel X verboden de jeugd te onderwijzen.
- 1829 - De jezuïeten waren, op uitnodiging van Don Miguel, weer terug in Portugal, maar tijdens de revolutie van 1834 werden ze door Don Pedro uit de gebieden van zijn dochter Dona Maria verbannen. In 1858 werden ze weer officieel toegelaten, maar na de revolutie van 1910 moesten ze weer vertrekken.
- 1830 - de Congregation des dames du Sacre-Coeur werd opgericht met 105 huizen en 4700 leraren.
- 1830 - Na de Franse Revolutie van 1830 moesten de jezuïeten het veld ruimen,[35] maar ze kwamen in 1849 terug. De Franse adel stuurde haar kinderen naar het jezuïetencollege van Brugelette, op de grens van Frans grondgebied, of naar Fribourg.
- 1835 - De orde werd in Spanje afgeschaft. De jezuïeten bleven in het land, dat door de legers van Don Carlos II werd bezet, tot Espartero hen na de Conventie van Vergara het bevel gaf Spanje te verlaten.[36]
- 1838 - De orde mocht haar vroegere college in Innsbruck heropenen.
- 1845 - Jezuïetenhuizen in Parijs, Lyon en Avignon werden gesloten, nadat Rome niet toestond dat de Franse tak van de jezuïeten werd verboden.
- 1848 - Verbanning uit Galicië.
- 1854 - Pius IX promulgeerde het dogma van de Onbevlekte Ontvangenis, op instigatie van de jezuïeten.
- 1864 - publicatie van Quanta Cura, vergezeld van Syllabus, door Pius IX.
- 1871 - De Parijse Commune had antikerkelijke sympathieën en op 3 april werd het college van Saint-Geneviève omsingeld en later op 24 mei werden de jezuïeten Leo Ducoudray en Alexis Clerc in La Roquette doodgeschoten. Twee dagen later trof hetzelfde lot Pierre Olivaint, de rector van het huis in de Rue des Sèvres, Jean Caubert en Anatole de Bengy. Maar in hetzelfde jaar werden met de Derde Republiek twaalf nieuwe colleges gesticht. Na een motie in maart 1880 om binnen drie maanden de Sociëteit op te heffen, werden eind juni jezuïeten uit hun 37 huizen in heel Frankrijk en over de grens gezet.
- 1872 - De Rijksdag betichtte de jezuïeten ervan geheime afgezanten van Rome te zijn en nam op 4 juli een wet aan, waarbij ze onder toezicht van politieke overheden werden gesteld. Daarna werd besloten, dat ze geen enkel ambt in het hele Duitse rijk mochten uitoefenen en honderden jezuïeten moesten dan ook het land verlaten. In 1872 werden de jezuïeten uit Guatemala verbannen.
- 1875 - De troepen van het verenigde Italië vielen Rome binnen en ontnamen de jezuïeten al hun colleges en bibliotheken. De meeste jezuïeten gingen in Florence en later in Fiesole in tijdelijke ballingschap.
- 1881 - Verbanning uit Nicaragua.

### 20e eeuw
- 1912 - De jezuïet Pierre Teilhard de Chardin was betrokken bij de ontdekking van de Piltdown-mens (door Charles Dawson), wat een grove vervalsing bleek. Hij wilde het christelijke geloof in overeenstemming brengen met de evolutieleer.
- 1915 - Het jezuïetenonderwijs was 'uit Frankrijk verdwenen en de katholieke kerk volledig gedestabiliseerd.'[37]
- 1927 - De Belgische astronoom en jezuïet Georges Lemaître zou als eerste het uitdijende universum ontdekt hebben en op het idee zijn gekomen van de oorspronkelijke Big Bang.[38]
- 1965 - Grootste omvang van de orde met wereldwijd meer dan 36.000 leden.[39]
- Na het Tweede Vaticaans Concilie kent de Jezuïetenorde een diepe crisis: tussen 1965 en 1974 verlaten wereldwijd 6602 jezuïeten de orde (een zesde van het toenmalige totale aantal ordeleden). In Nederland treden 180 jezuïeten tussen 1964 en 1988 uit; de bekendste is Huub Oosterhuis, die overigens als eerste sinds 1906 (George Tyrell) door de generaal-overste gedwongen uit de orde werd gezet.[39]
- 1974-1975 – Algemene Congregatie – Gerechtigheid wordt de nieuwe grondoriëntatie voor het werk van de jezuïeten. Van nu af aan gaat de aandacht naar de armen en uitgestotenen.
- 1995 – 34e Algemene Congregatie – Actualiseren van enkele stichtingsteksten van de Sociëteit. Ook moest het orderecht aangepast worden aan het algemeen kerkelijk recht.
- 1998 - ruim 22.000 jezuïeten in 112 landen, bijna de helft in 'derdewereldlanden'; de grootste orde binnen de Rooms-Katholieke Kerk. In Nederland nog 230 jezuïeten (in drie kloosters), een aantal dat sterk dalend is.[39]

### 21e eeuw
- 2013 – Met paus Franciscus krijgt de Katholieke Kerk voor het eerst in haar geschiedenis een jezuïet als paus.

## Oprichting

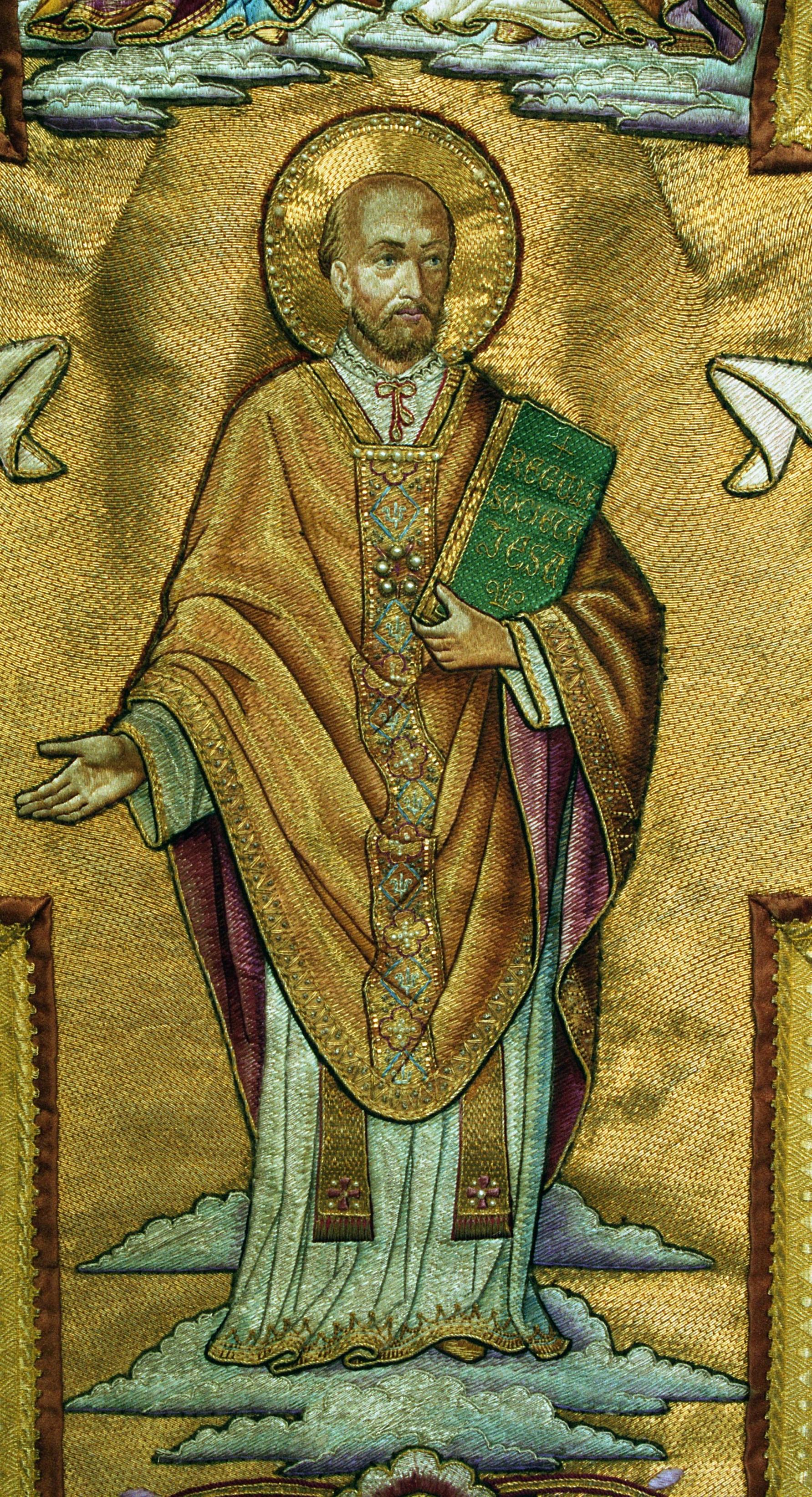
Ignatius van Loyola op een kazuifel uit de Jezuïetenkerk te Rotterdam, gemaakt door Louis Grossé uit Brugge.

De oprichting van de Jezuïetenorde is niet zonder slag of stoot verlopen. Nadat Ignatius van Loyola in zijn dertigste levensjaar, als aanvoerder van de troepen van de Spaanse koning tegen de Fransen in de veldslag van Pamplona, gewond was geraakt aan zijn been, inspireerde vrome lectuur hem een eigen orde te stichten.
Toen Ignatius met zijn groep gelijkgestemden in 1537 op weg was naar Rome kreeg hij bij het plaatsje La Storta een visioen, waarin Christus met het kruis tot hem zei: "Ego vobis Romae propitius ero" (Ik zal jullie in Rome welgezind zijn) alsook "Ik wil dat u ons dient". Dit visioen was voor Ignatius en zijn volgelingen aanleiding in Rome de Societas Jesu te vestigen.
De acceptatie van de orde verliep moeizaam. Ignatius werd meermaals in hechtenis genomen en verhoord door de Inquisitie. Hij kreeg ook spreekverboden en werd gesommeerd te verhuizen. In 1540 gaf Paulus III eindelijk zijn fiat.

## Opdracht
Het ideaal van Ignatius is een grote beschikbaarheid voor de noden van Kerk en wereld. In het bijzonder een verlangen om daarheen te gaan waar de paus jezuïeten verlangt te zenden. Tot op vandaag geven de pausen specifieke opdrachten aan de Sociëteit van Jezus.
Ignatius en zijn vrienden wilden zich aanvankelijk louter toeleggen op de ziekenzorg van christenen in Jeruzalem. Als dat onmogelijk zou blijken, zouden ze zich aanbieden aan de paus, wat in 1539 gebeurde.
Het motto van de sociëteit is Ad majorem Dei gloriam ('Tot meerdere eer van God'), dikwijls afgekort tot 'AMDG'. Het gezegde bedoelt het idee uit te drukken, dat elk werk dat niet intrinsiek slecht is, voor de hemel verdienstelijk kan zijn, als het met die bedoeling wordt gedaan.
De jezuïeten willen werken aan hun eigen zielenheil en dat van de naaste. De middelen van de eigen voortgang zijn: dagelijkse meditatie, het dubbele gewetensonderzoek of levensgebed en tweemaal in het leven de volledige geestelijke oefeningen (30 dagen lang) en jaarlijks de verkorte vorm van retraite (8 tot 10 dagen).
De jezuïeten leggen een vierde gelofte af van gehoorzaamheid aan de paus voor de zending: zonder tegenspraak of reisgeld een missie of zending naar gelovigen en ongelovigen te doen als de paus dit beveelt, als keurkorps van de paus. De jezuïeten hechten bijzonder belang aan de gelofte van gehoorzaamheid. De generale overste (hoogste leider) heeft onbeperkte administratieve en uitvoerende macht. Hij is gebonden door de decreten van de Algemene Congregaties van de Sociëteit van Jezus die hij dient uit te voeren.

### Opleidingsprogramma
Er was eerst een tweejarig noviciaat, een periode van zelfonderzoek en spirituele instructie.
Dan kwam het moment om drie eenvoudige, eeuwige geloften af te leggen: van reinheid, armoede en gehoorzaamheid. Bij die gelegenheid werd besloten of een individu broeder of 'scholastiek' (bestemd voor het priesterschap) werd.
Een scholastiek studeerde gewoonlijk drie jaar filosofie en meestal vier jaar theologie. Deze studietijd werd onderbroken door de 'interstitie', doorgaans een periode van lesgeven.
Tijdens de periode van het 'tertiaat' werd de persoon in kwestie spiritueel getoetst, waarbij de Geestelijke oefeningen volledig werden doorlopen. Dan werden de drie geloften herhaald en werd besloten of de inmiddels volledig gevormde jezuïet 'Geestelijk Helper' of een 'geprofest' jezuïet moest worden.
De broeders en Geestelijk helpers maakten ongeveer een vierde deel uit van het totale ledental. Ten tijde van Loyola's dood in 1556 waren er bijna duizend leden, zeventig jaar later 15.544.
De geprofest jezuïet deed de aanvullende gelofte van gehoorzaamheid aan de paus betreffende de missie.
Uit die kleine groep 'professen' werd de generale overste gekozen.

## Kritische intellectuelen
Jezuïeten zijn vrijwel zonder uitzondering kritische intellectuelen, die als individu geen blad voor de mond nemen en ook hun leerlingen opvoeden tot kritische individuen. De vaak maatschappelijk toonaangevende ordeleden waren in veel landen, zeker die met totalitaire regimes, ongeliefd. Zelfs werden de jezuïeten, onder wie Pierre Teilhard de Chardin, in 1904 uit het toch liberale Frankrijk verbannen, omdat zij naar de smaak van de antiklerikale regering van die dagen te veel invloed wilden uitoefenen.
Tegelijk hebben de jezuïeten paradoxaal genoeg van oudsher de reputatie gehoorzaamheid te praktiseren. Hun bijzondere band met de paus (sommige jezuïeten leggen een vierde gelofte af van gehoorzaamheid aan de paus voor de zending) heeft ze in bepaalde perioden in conflict gebracht met andere stromingen binnen de Kerk. Zo heeft een hoogoplopend conflict met apostolisch vicaris Codde van Utrecht in de 17e eeuw geresulteerd in het Schisma van Utrecht en het ontstaan van de Oudkatholieke Kerk.

## Missies wereldwijd

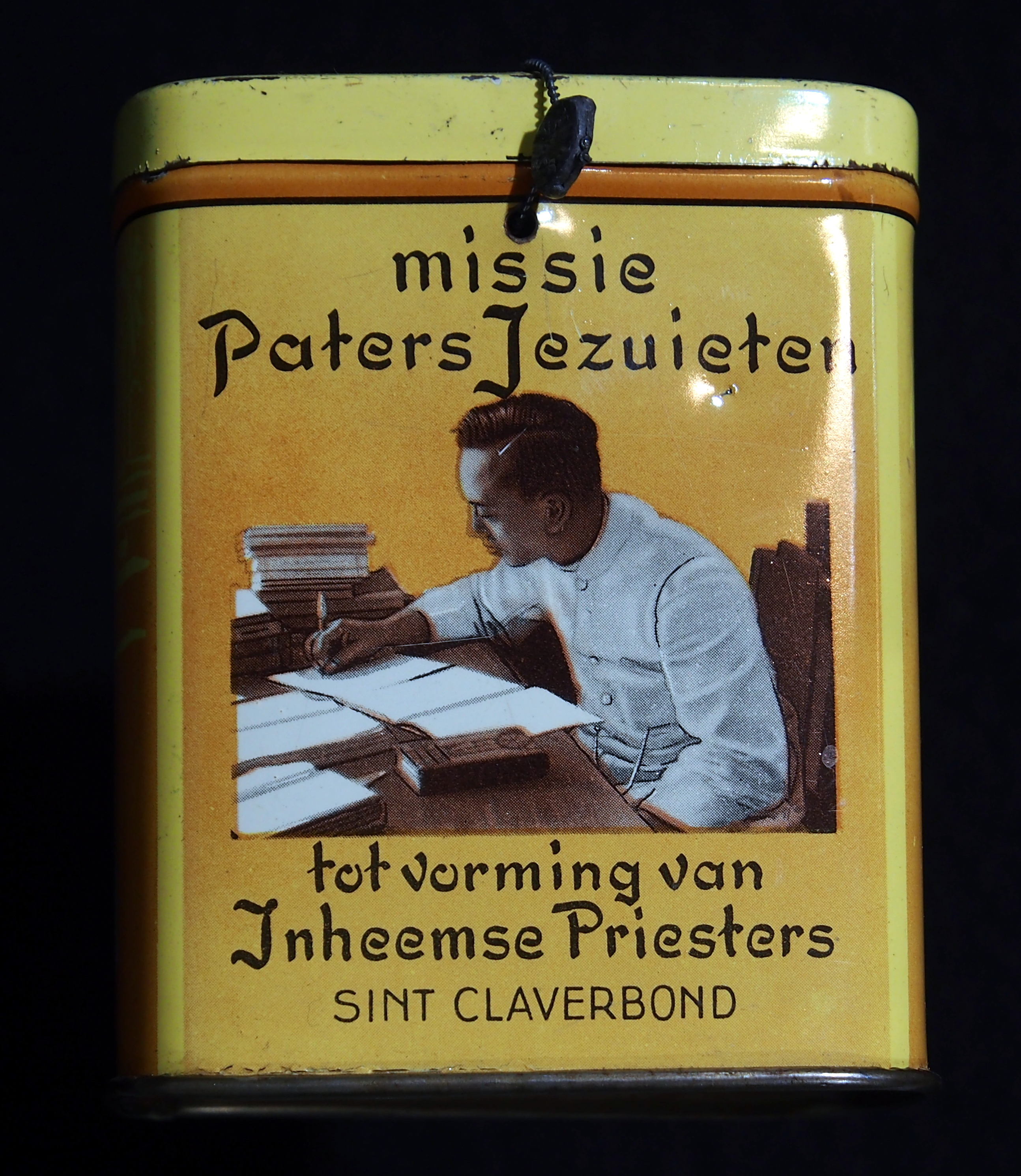
Collectebus van de Sint Claverbond

Om 'heidenen' te bekeren werd er geëvangeliseerd in verre landen. De 'witte vaders' werden de rijkste landeigenaren in Noord-Afrika. In Mexico hadden ze zilvermijnen en suikerraffinaderijen, in Paraguay thee- en cacaoplantages, tapijtfabrieken en ze hielden er vee, exporteerden 80.000 muilezels per jaar. Bisschop Palafox, de apostolische visitor van paus Innocentius VIII schreef hem in 1647: 'Alle rijkdom van Zuid-Amerika is in handen van de jezuïeten'.

### Azië

#### India
Xavier begon in India. Hij ging als brahmaan verkleed en vermengde brahmaanse riten met christelijke met goedkeuring van paus Gregorius XV. Na zijn dood kwamen de wonderverhalen, zoals de goddelijke gave om vreemde talen te begrijpen. Daarom werd hij in 1622 'gecanoniseerd'. Paus Urbanus VIII geloofde wel in deze wonderen, maar niet in de stellingen van Galileo.
Xavier werd door Robert de Nobile opgevolgd. In 1575 mochten de jezuïeten van Akbar de Grote vestigingen stichten in Lahore, maar Aurangzeb (1666-1707) maakte hier een einde aan.

#### Japan
In 1579 vestigden de vaders zich in Nagasaki, waar ze 100.000 Japanners zouden hebben bekeerd. Toen Toyotomi Hideyoshi aan de macht kwam en de titel Taikosama aannam, werd de jonge Japanse Kerk gewelddadig vervolgd, zes franciscanen en drie jezuïeten werden gekruisigd, veel bekeerden vermoord en de orde verbannen. Maar de jezuïeten wisten in het geheim te blijven. In 1614 begon de eerste Shogun, Tokugawa Ieyasu, opnieuw de vervolgingen.
De Nederlanders namen de plaats van de Portugezen over en werden door de regering in de gaten gehouden. Vanaf dat moment was er een groot wantrouwen jegens buitenlanders, zowel geestelijken als leken. In 1638 werd een opstand van christenen in Nagasaki in bloed gesmoord. Voor de jezuïeten kwam het Japanse avontuur hiermee voor lange tijd ten einde.

#### China
In China konden de jezuïeten werken als wetenschappers, met name in meteorologie. vader Ricci ging naar Peking en was astronoom onder de Chinese wetenschappers. In de Chinese instituten waren astronomie en wiskunde belangrijk. De eerste katholieke kerk ging in Peking in 1599 open. Na Ricci's overlijden werd hij vervangen door de Duitser, vader Johann Adam Schall von Bell (Lam Io Vam), een astronoom. In 1644 werd hij 'president van het wiskundige tribunaal', wat de jaloezie van mandarijnen opwekte. In 1617 verbande de keizer alle buitenlanders. In houten kooien werden de jezuïeten naar het Portugese Macao gebracht. Maar ze werden al gauw teruggeroepen. Er ontstonden 41 residenties, 159 kerken en er kwamen 257.000 gedoopte leden bij. een nieuwe verbanning volgde en vader Schall kreeg de doodstraf, maar na een aardbeving en paleisbrand ging die niet door en hij mocht in leven blijven. Hij stierf twee jaar later in vrede, maar zijn compagnons moesten China verlaten. Keizer Kang-Hi riep hen in 1669 terug. Hij heerste 61 jaar. De Belgische vader Ferdinand Verbiest volgde Schall op. Toen paus Clemens XI vernam dat katholieke riten werden gecombineerd met Chinese en confucianisme werd aanvaard, klapte het missionaire werk van de jezuïeten in China in elkaar. De opvolgers van Kang-Hi verboden het christendom en de laatste vaders werden na hun dood niet vervangen.

### Amerika

#### Noord-Amerika
In Canada werden de Wendat gekerstend, maar hun vijanden de Irokezen vielen de missieposten rond fort Sainte-Marie aan en ontvoerden of vermoordden de inwoners. De Wendat waren na tien jaar praktisch uitgeroeid en in 1649 vertrokken de jezuïeten met ca. 300 bekeerlingen naar veiliger oorden.

#### Zuid-Amerika
In 1546 nodigden de Portugezen de jezuïeten uit naar Paraguay te komen voor een kolonisatie-experiment. Ze stichten er een staat in het gebied van het Guarani-volk. Toen de grens tussen Spaans en Portugees gebied veranderde moesten de jezuïeten zich uit dit Portugees gebied terugtrekken. Ze gaven de Guarani's wapens om te zorgen dat het gebied Spaans werd. De Portugezen verjoegen vervolgens in 1757 de jezuïeten uit al hun gebieden.

## Verbanningen
- Uit de Lage Landen werden de jezuïeten in 1578 verbannen.
- Toen koning Hendrik IV de moordaanslag op hem gepleegd door Jean Châstel (27 december 1594) had overleefd, werd de Orde van de Jezuïeten op 29 december uit Frankrijk verbannen. De negentienjarige Châstel was student filosofie aan het Jezuïetencollege onder Vader Gueret, waar hij gehoord had dat de koning mocht worden gedood, omdat hij buiten de Kerk stond. Hendrik IV stond de orde in 1603 desalniettemin toe naar Frankrijk terug te keren.[47] In 1764 werd de orde in Frankrijk afgeschaft. In 1880 werden de jezuïeten in Frankrijk uit hun zevenendertig huizen en over de grens gezet en in 1905 was het jezuïetenonderwijs uit Frankrijk verdwenen.[48]
- Uit Venetië was de orde verbannen tussen 1606 en 1656.
- Uit Bohemen in 1618.
- Uit India in 1623.
- Uit het koninkrijk Napels in 1622 en 1767.
- Uit het hertogdom Parma in 1768.
- Uit de pauselijke staten in 1773 (door Clemens XIV).
- Uit Polen in 1773.
- In 1847 werden alle jezuïeten uit Zwitserland verbannen. In 1973 mochten zij officieel terugkeren.
- Uit Spanje werden de jezuïeten in 1767 verbannen (door Karel III) en in 1820 vervolgd. In 1823 waren ze weer terug, maar in 1835 werden ze opnieuw verbannen. Een groot aantal verhuisde naar Argentinië. In 1851 waren ze weer welkom, maar in 1868 weer verbannen. In 1875 kwamen ze terug en in 1932 werden ze weer verbannen.
- Uit Portugal werden de jezuïeten in 1578, 1734, 1759 (door Markies van Pombal) en 1834 verbannen en in 1858 weer officieel toegelaten. In 1910 konden ze weer vertrekken.
- Uit België werden ze in 1816 verbannen zoals in de rest van Nederland. Na 1830 mochten ze in België terugkeren.
- Uit Sint Petersburg in 1816 en uit Rusland in 1820 (door Alexander I).
- Uit Oostenrijk-Hongarije in 1782 (door Jozef II).
- Uit Galicië en Zwitserland in 1848.
- Uit Mexico in 1767, 1821 en 1873.
- Vanaf 1859 werden in Italië hun colleges en vestigingen afgenomen.
- Uit Duitsland (als maatregel van Bismarck tijdens de Kulturkampf) en Guatemala in 1872.
- Uit Brazilië in 1874.
- Uit Ecuador en Colombia in 1875.
- Uit Frankrijk in 1880 en 1901.
- Uit Nicaragua in 1881.
- Uit Costa-Rica in 1884.
- Uit Argentinië in 1842. De jezuïeten reisden toen verder naar Paraguay en Uruguay.

## De anti-jezuïtische mythe

### Thema's
De thema's van de anti-jezuïtische traditie stamden van de oudste critici van de Sociëteit, zoals Antoine Arnauld en Etienne Pasquier uit het 16e eeuwse Frankrijk. Paolo Sarpi schreef werken in de 17e eeuw en inspireerde Bernardo Tanucci, een eminente Napolitaanse politicus uit de 18e eeuw.

### Zonde
Voor vroegmoderne Europeanen was de beste metafoor voor de zonde 'gore geilheid'. In het tijdperk van de Reformatie was de 'Hoer van Rome' de allerbelangrijkste verspreider van de zonde. Paapse priesters werden omschreven als seksueel afwijkend en promiscue en jezuïeten leefden zich uit in 'spirituele hoererij' en verleidden jong en oud met 'immorele devotie en doctrines'.  Deze mythevorming fascineerde een breed publiek. In 1732 rijmde Jeremy Jingle: 'Die vrome Girard, zo'n echte jezuïet, een geilere pisser zie je hier niet.' The wanton Jesuit, een andere versie over Girard, was verschenen in 1731. Deze 'minderwaardige, pornografische troep' van 'slechte dichters die smerige versjes neerkalken' was gebaseerd op 'waar gebeurde feiten'. Een twintigjarige Cathérine Cadière had Jean-Baptiste Girard als geestelijk leidsman in de arm genomen. In het voorjaar van 1731 heeft voor het parlement van Aix-en-Provence een rechtszaak gediend. Girard zou met zwarte kunst Cathérine hebben behekst voor schandelijke praktijken. Girard beschuldigde op zijn beurt haar van onder meer meineed en hysterie. Uiteindelijk werd Cathérine naar haar moeders huis gestuurd en Jean-Baptiste overgeleverd aan de kerkelijke autoriteiten. Hij stierf twee jaar later.

### Farmacologische expertise
Tegelijk verscheen de roman Peregrine Pickle van Tobias Smollett over de 'schijnbaar morele verdorvenheid van de jezuïet', die veel aandacht trok. Het ging er vijanden van de Sociëteit om wereldkundig te maken dat jezuïeten 'onder het mom de mensheid te bezielen met goede principes [...] zich in het geniep te buiten gaan aan verboden geneugten', zowel in de biechtstoel als in de scholen. Als individuele jezuïeten mateloos losbandig konden zijn, was de Sociëteit als geheel 'ook corrupt en gevaarlijk op institutioneel niveau': 'een goedgeorganiseerde politieke campagne om de heerschappij van de wereld over te nemen'. In de 'duistere, absurdistische wereld van de mythe' waren jezuïeten weergaloos in het verlokken van politieke moordenaars. Niet alleen werd er met een mes gestoken, de Sociëteit zou ook beschikken over expertise op het gebied van scheikunde, medische wetenschap en farmacologie. Gui Patin, halverwege de 17e eeuw lid van de medische faculteit van de universiteit van Parijs, noemde jezuïeten, naast 'beulen', 'vlooien' en 'wandluizen', ook 'het ergste soort kwakzalvers dat er bestond'. Edward 
Squire zou met zijn farmacologische expertise een dodelijk gif hebben aangebracht op het zadel van koningin Elizabeth I, de 'ketterse koningin par excellence'. Een voorbeeld van 'die geslepen jezuïeten die medicijnen studeren en praktiseren als geneesheer' teneinde 'de macht [te veroveren] over het leven waarvan ze veelvuldig en kwaadaardig gebruikmaakten, want in geval van nood misbruikten ze hun kennis van giftige kruiden en mineralen als ze veilig en in het geniep van een bedreigende vijand wilden afkomen.'

### Politiek
Op de lijst van vermeende slachtoffers van de jezuïeten stonden: Willem van Oranje, Hendrik III, Hendrik IV, Lodewijk XIV, Elizabeth I, Jacobus I, Karel I en Karel II van Engeland en de Amerikaanse presidenten William Henry Harrison, Zachary Taylor, James A. Garfield, William McKinley en Abraham Lincoln. Het leidmotief van alle jezuïtische projecten zou het najagen van politieke macht zijn en soms was het daarbij onvermijdelijk om politici te vermoorden. Jezuïeten zouden aangezet hebben tot opstand en bloedvergieten: de Franse godsdienstoorlogen van 1594, het bloedbad van de Sint-Bartholomeusnacht in 1572, het buskruitverraad van 1605, de Grote Brand van Londen in 1666. De kardinalen Mazarin en Richelieu zouden jezuïtische stromannen zijn. De 'reducties van Paraguay' zouden een jezuïtische machtsbasis in Latijns-Amerika zijn '- een staat in een staat'. de Sociëteit werd met een militair apparaat vergeleken: geleid door generaals, het geesteskind van een oud-militair (Loyola) en een ongekende discipline. De constituties van de Sociëteit eisten immers dat de leden van de orde zich als een 'kadaver' moesten gedragen, 'zonder enige wens tot zelfbeschikking'. Er bestonden controversiële jezuïtische traktaten als die van Robertus Bellarminus, Francisco de Suarez en Juan Mariana. Mariana's De rege et regis institutione (1599, Toledo) was een berucht werk, dat geschreven was in opdracht van Filips II van Spanje, over de aard van de politiek en de burgersamenleving. Het werk werd door het Parijse parlement in 1610 verboden en verbrand. Koning Jacobus I liet op de trappen van St. Paul's Cathedral in Londen de Defensio van Suarez verbranden.

### Monita Secreta
Er waren geruchten over de onmetelijke rijkdom van de jezuïeten. Hieronymus Zahorowski, een uit de orde gezette jezuïet, publiceerde zijn roemruchte Monita Secreta in 1633 in Kraków. Daarin stonden in detail de geheime voorschriften, waarmee de jezuïeten de Europese beschaving wilden ondermijnen. De Sociëteit was geen bedelorde en financierde haar evangelisatiecampagne met commerciële activiteiten als 'het bankwezen, de mijnbouw, onroerend goed, belangen in de zijde- en specerijenhandel.'

### Tegenstanders
Niet alleen protestanten, maar ook katholieken hielden vast aan het imago van de jezuïeten als 'pauselijke schoothondjes'. De jezuïet Robert Abercrombie schreef in 1596 dat in Schotland het woord 'paap' meer gehaat was dan Turk, Saraceen of jood. Daarom waren behoedzaamheid en voorzichtigheid geoorloofde tactieken voor de jezuïeten in tijden waarin het gevaar van vervolging bestond. En had Paulus zelf geen listen gebruikt om in leven te blijven, verklaarde de jezuïet Edmund Campion tijdens zijn proces in 1581. Volgens de katholiek John Donne waren jezuïeten verantwoordelijk voor het: 'aansteken en aanwakkeren, ontsteken en voeden van jaloeziegevoelens in vorsten, minachting in onderdanen, tweedracht in gezinnen, twist op scholen, muiterij in het leger, vernietigen van nobele geslachten, verzieking van de bloedlijn, bankroet van staten, folteren van lichamen, een angstige verwarring en verbijstering van de geest'. Dominicanen en franciscanen werden als biechtvaders van hooggeplaatsten verdrongen door jezuïeten. Oratorianen zagen de jezuïeten als onderwijskundige rivalen in Frankrijk, kapucijnen en benedictijnen waren ontstemd over evangelische inspanningen in Louisiana of verdeling van de oorlogsbuit uit de Dertigjarige Oorlog. Jezuïeten betaalden geen tienden en andere kerkbelastingen. De Sociëteit hield zich als 'supranationale organisatie' op buiten het bereik van de kerkelijke politiek. Het jansenisme was een katholieke groepering, die van mening was dat de Sociëteit een fundamentele bedreiging vormde en 'zo ontwrichtend werkte, dat alle zegeningen en prestaties behaald door de jezuïeten volstrekt irrelevant werden.' Blaise Pascal schreef met zijn Lettres provinciales een 'subtiel boosaardige' satire, waardoor 'het idee van de corrupte en corrumperende jezuïtische casuïstiek' werd 'verankerd in de populaire verbeelding, en daar is het eigenlijk nooit meer uit verdwenen.'

### Thomas Jefferson
In 1816 schreef John Adams aan Thomas Jefferson over de terugkeer van de jezuïeten: 'Ik ben niet verheugd over de recente wederopstanding van de Sociëteit van Jezus.' Adams concludeerde dat als 'er ooit een congregatie de eeuwige verdoemenis verdiend heeft, zowel op aarde als in de hel, het die troep van Loyola wel is.' Jefferson antwoordde: 'Ik ben evenmin als u gelukkig met hun rehabilitatie, omdat het een stap terug betekent van het licht naar het duister'.

### Le Juif Errant
De beroemdste versie van de 'Wandelende Jood' was Le Juif Errant van Eugène Sue, die de mythe aanwendde voor een aanval op de jezuïeten. Het verscheen in 1844-1845 als feuilleton in de Franse krant Le Constitutionnel. Jezuïeten zouden het prettig vinden al het individuele uit de mens te slaan en misbruik te maken van 'dat angstaanjagende overwicht dat, in combinatie met despotisme, onderdrukking en intimidatie, alle kracht uit de menselijke ziel perst en haar inert, bevend en doodsbang achterlaat.' Le juif Errant was een spectaculaire bestseller.

### Wilde Westen
Volgens Charles Chiniquy zat de Sociëteit achter de uitbraak van de eerste Wereldoorlog en de moord op president Lincoln en dominee Lyman Beecher waarschuwde voor het gevaar als jezuïeten 'goed georganiseerd, stilletjes, systematisch, onbespied en onbelemmerd onder ons zijn' en als missionarissen vrij door de nieuwe gebieden van het Wilde Westen mochten reizen. Thomas Jefferson Morgan, gedelegeerde voor indiaanse zaken, was ongelukkig met het feit dat jezuïeten en nonnen vrij spel hadden in het Westen. De Belgische jezuïet Pieter-Jan de Smet vestigde permanente missieposten bij de Flathead-, Kalispel- en Coeur d'Alenes-indianen en sprak onder vier ogen met opperhoofd Sitting Bull.

### G.B. Nicolini
G.B. Nicolini (1792-1861), 'geboren en grootgebracht tussen monniken en jezuïeten', waarschuwde in zijn History of the Jesuits (1889) de Britten voor de jezuïeten, die volgens hem de 'bitterste vijanden van het protestantse geloof' waren. 'Als ze Engeland en koningin Elizabeth haatten in de 16e eeuw, dragen ze Engeland en koningin Victoria niet minder haat toe in de 19e [eeuw].' Jezuïeten zouden er enkel op uit zijn bekeerlingen te maken en op de meest criminele wijzen samenspannen om protestanten hun burgerrechten en godsdienstvrijheid te ontnemen en hun land te ruïneren. Nicolini noemt hen 'ongunstige vogels, die niet anders kunnen dan met hun giftige adem de zuivere en vrije lucht van Groot-Brittannië infecteren.' De Sociëteit is bij haar oprichting overal tegengewerkt en waar ze werd toegestaan, in verschillende tijden vervolgd en veroordeeld voor weerzinwekkende misdaden. Ze wil voortdurend de gemeenschap domineren, terwijl ze voor het welzijn van die gemeenschap geen enkel persoonlijk gevoel heeft. Zonder scrupules of principes moet voor het doel, de orde zelf, geld worden binnengehaald, volgens het motto: 'het doel heiligt de middelen'. Nicolini schreef het boek met steun van Vincenzo Gioberti, die de schrijver was van Il Gesuita Moderno (moderne jezuïet, 8 delen, 1845), een rooms-katholieke priester en ex-premier van Karel Albert van Sardinië, de koning van Sardinië Gioberti's overlijden werd in de jezuïtische krant Armonia vergeleken met de dood van Simon Magus of Arius. Onder Romeinen ging volgens Nicolini het gerucht dat hij door jezuïeten was vergiftigd.
Nicolini schreef over het jezuïtische onderwijssysteem van kostscholen, dat het tot gevolg had dat de invloed van de familie er langzaamaan door ten gronde ging en dat de jezuïeten het hart en verstand van de jongeren zo naar hun eigen wens konden vormen. Het zou niet de wens van de jezuïeten zijn de jonge geesten te inspireren met 'die nobele en grootmoedige gevoelens, die grote burgers vormen', maar ze te instrueren in hun eigen eigenaardige leer en ondergeschikt te maken aan hun eigen orde. De ontwikkeling van hun leerlingen was eerder 'briljant dan stevig', had meer een theatraal karakter, dan dat het een serieuze leermethode was, die de 'kracht van de rede en reflectie' ontwikkelde. Vooral in de 'speculatieve wetenschappen' was hun onderwijs het meest onvolkomen. Het werd de leerling geenszins geleerd door 'de oppervlakkige korst van vooroordelen en uiterlijkheden door te dringen, waarop het gros van de mensheid haar meningen baseert en te komen tot de diepere essentie van filosofie; (..) De jezuïeten, zo gevierd als casuïsten, kunnen zich niet laten voorstaan op enige grote filosoof.' Als een leerling groots werd, was dat te danken aan zijn uitbraak uit de 'magische cirkel' en het volgen van 'geen andere meester dan het eigen vindingrijke genie'. De jezuïeten droegen met name bij aan de studie van de klassieken, maar volgens Nicolini kon een jezuïet zonder land, familie, genegenheid of geschiedenis, onmogelijk de 'nobele gevoelens en de inspiratie, die het essentiële deel van de klassieke literatuur uitmaken', aan jonge geesten overdragen. Nicolini citeert Gioberti: 'Zelfs als de leerlingen de helft van Demosthenes of van Cicero kunnen opzeggen, kan de les geen goed gevolg hebben op hun onbedorven geesten, als die niet wordt bijgestaan door de stem, de manieren en de voorbeelden van de vertolker; zodat de ziel en het leven van de leraar de ideale wereld waarin hij de leerling introduceert weerspiegelen.' 'Taalzuiverheid, elegante stijl, correcte uitdrukking, zijn over het algemeen de kenmerken van de geschriften van jezuïeten en hun leerlingen', maar ze zijn 'zonder vinding van doortastende en overvloedige beelden, van gemeende en hartstochtelijke uitdrukkingen en de zorg die ze besteden aan het naar buiten brengen van hun stijl, komt voorgewend en vaak belachelijk over.'
Volgens Nicolini strijden jezuïeten niet voor de Heilige Stoel, maar voor hun zelfverheerlijking; erkennen ze geen religie dan hun eigenbelang; vereren ze geen God dan hun orde.
Volgens Nicolini schepten de jezuïeten op dat ze het grootste aandeel hadden in het opstellen van decreten en vaststellen van dogma's in het Concilie van Trente. 'Salmeron, Brouet en met name Lainez oefenden grote invloed uit'. Ook zou de Spaanse koning Filips II in de 16e eeuw de vriend en grootste steun zijn van de jezuïeten en zij zorgden ervoor dat Filips ook koning van Portugal werd.
Er zouden volgens Nicolini onder de leden van de Jezuîetenorde vier klassen zijn: novices, scholars, coadjutors en professed. Er zou nog een vijfde, geheime, klasse zijn, 'enkel bekend aan de generaal en enkele vertrouwde jezuïeten, die misschien meer dan enig andere, bijdraagt aan de gevreesde en mysterieuze macht van de orde. Het bestaat uit leken van alle rangen, van de minister tot de bescheiden schoenenpoetser. Onder de individuen die deze klasse samenstellen worden veel vrouwen gevonden, die, onbekend en onverdacht, in zichzelf gevaarlijker zijn en meer accurate spionnen van de Compagnie. Ze zijn aangesloten bij de Sociëteit, maar niet gebonden door enige eed.'

### Jezuïtisch complot
De eerwaarde William Paterson sprak in 1893 in Edinburgh over het 'grote jezuïtische complot van de negentiende eeuw', van 'de samenzwering voor de onderwerping van de natie aan Rome' en 'de verovering van de hele wereld en de herstructurering van de menselijke samenleving' om 'de voet van de paus te plaatsen in de nek van de ter aarde geworpen mensheid.'
Albert Close schreef in 1936 Jezuïtische complotten vanaf Elizabeth tot George V over niet-aflatende roomse infiltratie en aangerichte schade.

### Edmond Paris

Wladimir Halka Ledóchowski, S.J., 26e Generaal-overste van de Societas Jesu (1914 tot 1942)

Edmond Paris (1894-1970) schreef in The Secret History of the Jesuits (Engelse uitgave 1975) onder meer over de Eerste en tweede Wereldoorlog, waar de jezuïeten achter de schermen bij betrokken zouden zijn. Zowel Benito Mussolini in Italië, Francisco Franco in Spanje, als Adolf Hitler in Duitsland, zouden stromannen van jezuïeten Generaal Halke von Ledochowski zijn. Na Hitlers dood zou Franco op 3 mei 1945 in de krant hebben laten drukken: 'Adolf Hitler, zoon van de Katholieke Kerk, stierf terwijl hij het Christendom verdedigde'. De jezuïet Don Sturzo zou Mussolini in het zadel geholpen hebben en de jezuïet Pietro Tacchi Venturi Mussolini's biechtvader zijn. Franz von Papen zou de geheime kamerheer zijn geweest van paus Pius XI en monseigneur Pacelli (nuntius in München, de hoofdstad van het katholieke Beieren, dan in Berlijn, later paus Pius XII). Von Papen zou hebben gezegd: 'Het Derde Rijk is de eerste wereldmacht die niet alleen de hoge principes van het pausdom erkent, maar ook in praktijk brengt.' Franz von Papen zou de belangrijkste 'collaborateur' zijn van Halke von Ledochowski. Von Ledochowski zou een federatie van katholieke naties in Centraal- en Oost-Europa hebben willen creëren (Oostenrijk, Slowakije, Bohemen, Polen, Hongarije, Kroatië en Beieren) om het op te nemen tegen communistische Soviet-Unie, lutheraans Pruisen, protestants Groot-Brittannië en republikeins Frankrijk. Zoals Mussolini door de katholieke partij van Don Sturzo kon opkomen, zo kon Hitler aan de macht komen door het katholieke Zentrum van monseigneur Ludwig Kaas.
Op 21 maart 1934 zouden Mussolini en leiders van Spaanse reactionaire partijen, waaronder M. Goicoechea van Renovacion Espanola, een 'Pact van Rome' hebben afgesloten. De Spaanse partijen kregen geld, oorlogsmateriaal, wapens en ammunitie. Al twintig maanden vóór het einde van de Spaanse Burgeroorlog zou het Vaticaan op 3 augustus 1937 Franco's regering hebben erkend.  

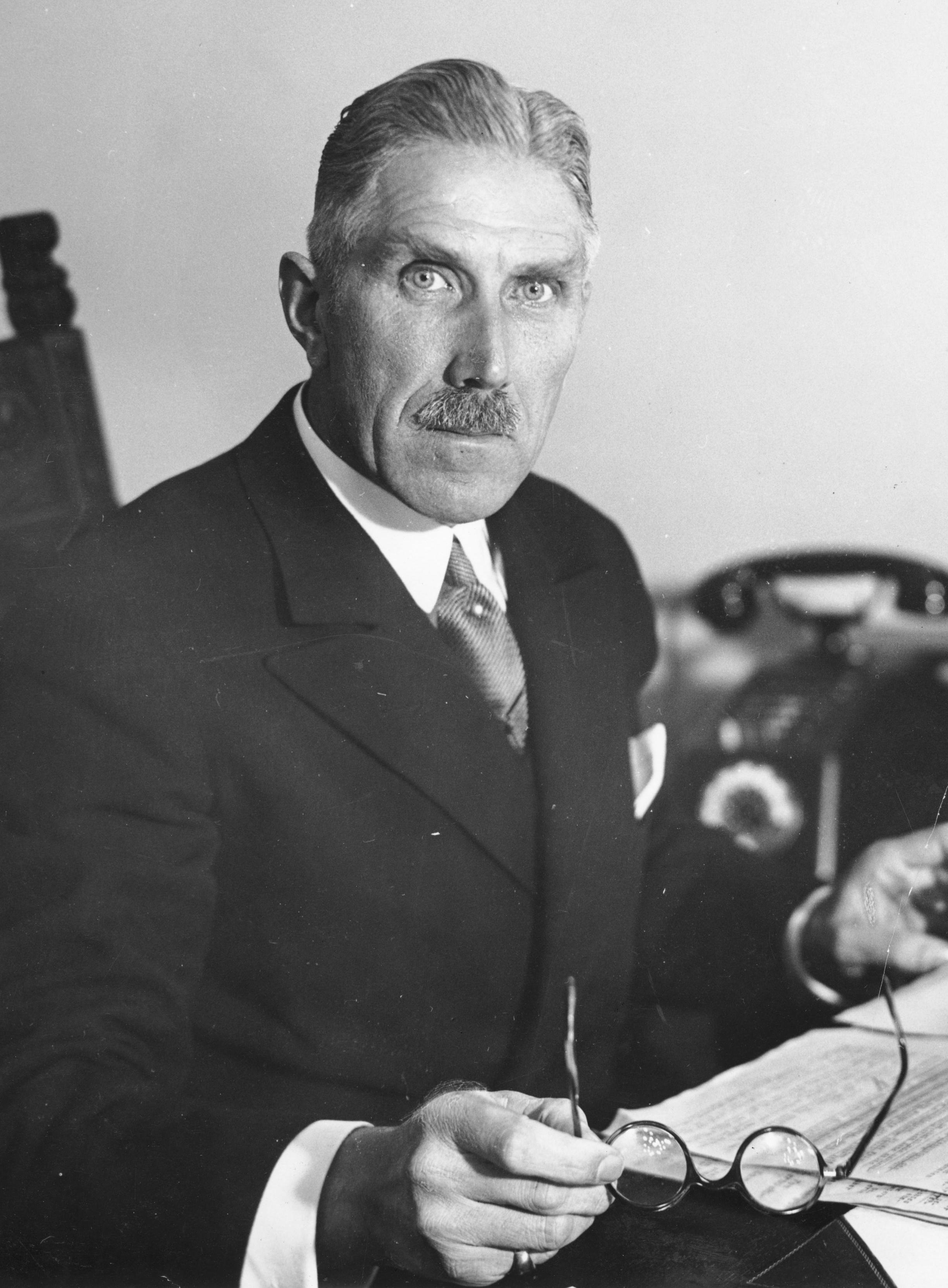
Franz von Papen in 1933

De annexatie van Ethiopië (Abessinië) door Mussolini werd door kardinaal, aartsbisschop van Milaan en jezuïet, Alfredo Ildefonso Schuster, 'een katholieke kruistocht' genoemd en Mussolini's inval in Albanië zou een annexatie door een katholieke macht zijn.
Hitler en Mussolini zouden ontmoetingen hebben gehad met de jezuïtische kardinaal Enrico Gasparri. De leden van Hitlers regering zou uit katholieken hebben bestaan, Jozef Goebbels zou zijn opgeleid aan een jezuïeten college, een seminarie, en achter Himmler stond een jezuïtische oom Himmler, een hoofdofficier van de SS. De strijd zou zijn gevoerd tegen de protestanten, tsaristisch Rusland, communistische Sovjet-Unie, Russisch-Orthodoxe Kerk, democratie, liberalen en Joden. Een groot katholiek rijk zou de Orde van Jezus voor ogen hebben gehad. In België stonden de jezuïeten Picardi, Arendt, Fourart en Jozef Cardijn achter 'Christus Rex' van collaborateur Léon Degrelle. Jezuïeten Charles Edward Coughlin en Edmund Aloysius Walsh waren werkzaam in de Verenigde Staten. Bernhard Stempfle zou Mein Kampf hebben geschreven en Hitler zette er slechts zijn naam onder. In Slovakije en de Balkan waren Andrej Hlinka, Jozef Tiso ('katholicisme en nazisme hebben veel gemeen, ze werken hand in hand om de wereld te hervormen'), Aloysius Stepinac en Friedrich Muckermann jezuïeten, die volgens Edmond Paris een grote rol speelden in de geschiedenis van dat gebied.
In verband met de Constituties van de jezuïeten, haalt Paris professor Katholieke Theologie in München, J. Huber (Les Jesuites, 1875), aan: 'Hier is een bewezen feit: de Constituties herhalen vijfhonderd maal dat men Christus moet zien in de persoon van de Generaal' en 'Militaire gehoorzaamheid is niet hetzelfde als jezuïtische gehoorzaamheid; de laatste is meer uitgebreid want het krijgt grip op de hele mens en is niet tevreden als de andere met een uiterlijke daad, maar vereist de opoffering van de wil en het opzij leggen van het eigen oordeel.'

## Bekende jezuïeten
Op 5 november gedenken de jezuïeten al hun heilige medebroeders. Een van de voornaamste jezuïeten was de H. Franciscus Xaverius (1506-1552), Spaans missionaris in Azië, van wie gezegd wordt dat hij meer mensen heeft bekeerd dan Paulus.
Andere bekende jezuïeten zijn (chronologisch gerangschikt):

### Geboren in 16e tot en met 19e eeuw
- H. Petrus Faber (Pierre Favre of Lefevre) (1506-1546), Franse gezel van Ignatius; door deze geroemd als specialist Geestelijke Oefeningen;
- H. Franciscus Borgia (1510-1572), derde generaal-overste;
- H. Petrus Canisius (1521-1597), bekendste Nederlands jezuïet, kerkleraar;
- Luis de Molina (1535-1600), Spaans theoloog;
- Edmund Campion (1540-1581), gedood onder Elizabeth I;
- H. Robertus Bellarminus (1542-1621), Italiaans kardinaal en kerkleraar;
- Francisco Suárez (1548-1617), Spaans filosoof en theoloog;
- H. Stanislaus Kostka (1550-1568), Pools edelman, jonge heilige;
- Matteo Ricci (1552-1610), Italiaans missionaris aan het keizerlijk hof in China, sterrenkundige;
- Leonardus Lessius (1554-1623), Zuid-Nederlands theoloog en econoom;
- Cornelius a Lapide (1567-1637), bijbelvertaler en exegeet;
- H. Aloysius Gonzaga (1568-1591), Baskisch jonge heilige;
- Heribert Rosweyde (1569-1629), Nederlands hagioloog, voorganger van Jean Bolland;
- Bernardus Bauhusius (ook: Bauhuisen) (1576-1619), Zuid-Nederlands liedschrijver;
- Pieter Huyssens (1577-1637), Vlaams architect;
- H. Petrus Claver (1580-1654), Catalaans missionaris in Colombia;
- Gregorius van St-Vincent (1584-1667), Zuid-Nederlands wiskundige;
- H. Andreas Bobola (1591-1657), Poolse edelman, missionaris in onder meer Wit-Rusland en martelaar;
- Philippe Alegambe (1592-1652), Zuid-Nederlands bibliograaf;
- Jean Bolland (1596-1665), Zuid-Nederlands hagiograaf;
- Jan Berchmans (1599-1621), Vlaams jonge heilige;
- Baltasar Gracián (1601-1658) Spaans auteur van weinig stichtelijke lectuur;
- Jan Ciermans (1602-1648), Zuid-Nederlands jezuïet en wiskundige, trad in Portugese dienst als vestingbouwer;
- Jan II Casimir van Polen (1609-1672), kardinaal-priester en koning van Polen
- Jean de Labadie (1610-1674), Frans jezuïet, verliet de orde en de Rooms-Katholieke Kerk, werd gereformeerd, stichtte sekte van labadisten;
- Cornelius Hazart (1617-1690), Zuid-Nederlands orator tegen het protestantisme;
- Ferdinand Verbiest (1623-1688), Zuid-Nederlands missionaris in China met grote verdiensten voor de sterrenkunde;
- Philippe Couplet (1623-1693), Zuid-Nederlands missionaris in China en eerste vertaler van Chinees literair werk;
- François d'Aix de La Chaise (1624-1709), Frans biechtvader van Lodewijk XIV;
- Daniël van Papenbroeck (1628-1714), Zuid-Nederlands hagiograaf, bollandist;
- Claude de la Colombière (1641-1682), Frans heilige en geestelijk leidsman;
- Paul Aler (1656-1727), filoloog en dichter;
- Ippolito Desideri (1684-1733), Italiaan, eerste Europese tibetoloog;
- Lodewijk Vincent Donche (1769-1857), Belgisch stichter van de Zusters der Christelijke Scholen van Vorselaar;
- Pieter-Jan De Smet (1801-1873), Vlaams missionaris naar Missouri;
- Walter Steins Bisschop (1810-1881), Nederlands aartsbisschop van Auckland;
- Paul Goethals (1832-1901), Belgisch aartsbisschop van Calcutta;
- Adolf Daens (1839-1907), Vlaams sociaal hervormer (Daensisten); verliet de orde;
- Alphonse Renard (1842-1903) Belgisch mineraloog, verliet de orde en legde later ook het ambt neer en werd vrijmetselaar;
- Gerard Manley Hopkins (1844-1889), Engels dichter;
- Arthur Vermeersch 1858-1936, Belgisch rechtsgeleerde, theoloog en moraalfilosoof;
- Hippolyte Delehaye (1859-1941), Belgisch hagiograaf, bollandist;
- Franciscus van Lith (1863-1926), stichter van de katholieke missie op Midden Java;
- Adhemar Geerebaert (1876-1944), Belgisch classicus en auteur over grammatica van de klassieken;
- Jac. van Ginneken (1877-1945), Nederlands neerlandicus, hoogleraar te Nijmegen;
- Joseph Maréchal (1878-1944), Belgisch filosoof;
- Pierre Teilhard de Chardin (1881-1955), Frans paleontoloog, mysticus;
- Peerke Willekens (1881-1971), Nederlands missionaris, bisschop van Batavia en diplomaat;
- Augustin Bea (1881-1968), Duitse Bijbelgeleerde en curiekardinaal;
- Jacques Sevin (1882-1951), Franse jezuïet die scouting in Frankrijk introduceerde;
- Jozef Verschueren (1889-1965), Vlaamse leraar, auteur, encyclopedist;
- Sebastiaan Tromp (1889-1975), Nederlandse theoloog en Vaticaans curieofficial;
- Oswald von Nell-Breuning (1890-1991), Duits voorman katholieke sociale leer;
- Miguel Agustín Pro Juárez (1891-1927), geëxecuteerd in Mexico;
- Henri de Greeve (1892-1974), Nederlands oratorisch talent, organisator en nazi-bestrijder; trad in 1932 uit de orde maar bleef gevierd priester;
- Jan ten Berge (1892-1976), Nederlandse missionaris op Java en verzetsstrijder;
- Georges Henri Joseph Edouard Lemaître (1894, 1966), Belgische grondlegger van de Big Bang-theorie;
- Henri de Lubac (1896-1991), Franse theoloog en kardinaal;
- Robert Regout (1896-1942), Nederlands hoogleraar volkenrecht, omgekomen in Dachau;

### Geboren in 20e eeuw
- Jos. Smits van Waesberghe (1901-1986) Nederlands muziekwetenschapper;
- Paolo Dezza (1901-1999) Italiaans theoloog, door paus Johannes-Paulus II tijdelijk aangesteld als generale overste;
- Karl Rahner (1904-1984), Duitse theoloog;
- Jean Daniélou (1905-1974), Franse theoloog, kardinaal;
- Hans Urs von Balthasar (1905-1988), Zwitserse theoloog; verliet de orde om met Adrienne von Speyr een nieuwe gemeenschap te stichten; door H. Paus Johannes Paulus II tot ere-kardinaal benoemd;
- Petrus Josephus Zoetmulder (1906-1995), Nederlands taalkundige, als missionaris vertrokken naar Java;
- Pedro Arrupe (1907-1991), de 28ste generaal-overste van de Sociëteit van Jezus;
- Marcel Schurmans (1909-1989), Vlaams leraar en erudiet;
- Piet Schoonenberg (1911-1999), Nederlands theoloog;
- Karel Van Isacker (1913-2010), Vlaams historicus;
- Marcel Brauns (1913-1995), theoloog, dichter; verliet na ruim veertig jaar de orde;
- Joop Beek (1917-1983), Nederlands, later Indonesisch geworden, belangrijke adviseur van president Soeharto van Indonesië;
- Albert Boone (1917-2007), Vlaams toneelschrijver, toondichter en etnomusicoloog;
- Jan van Kilsdonk (1917-2008), Nederlands theoloog, (studenten)pastor;
- Avery Dulles (1918-2008), Amerikaans protestant, theoloog, kardinaal;
- André Vandenbunder (1918-2002), Vlaams filmtheoreticus;
- Robert Drinan (1920-2007), Amerikaans jurist, volksvertegenwoordiger;
- Joseph Gelineau (1920-2008), Frans componist van kerkmuziek;
- Roger Vekemans (1921-2007), Belgisch politicoloog en christelijk-sociaal hervormer vooral in Chili;
- Bernard Huijbers (1922-2003), Nederlands componist van kerkmuziek; verliet na 30 jaar de orde en de kerk;
- Jacques Dupuis (1923-2004), Belgisch theoloog en bepleiter van religieus pluralisme;
- Jan Kerkhofs (1924-2015), Belgisch socioloog, hoogleraar, medeoprichter van het Interdiocesaan Pastoraal Beraad (IPB) en stichter van de 'European Values Study' (Europees waardenonderzoek);
- Bernard Tervoort (1926-2006), Nederlands hoogleraar (doven-)taalkunde; verliet met pauselijke toestemming de orde;
- Luc Versteylen (1927-2021), medestichter van de Belgische vereniging en later politieke partij Agalev;
- Carlo Maria Martini (1927-2012), Italiaans Bijbelgeleerde, aartsbisschop van Milaan, kardinaal;
- Geert Bekaert (1928-2016), Belgisch architectuur- en kunstcriticus en -historicus; verliet na ruim 20 jaar de orde;
- Piet Penning de Vries (1928-1995), Nederlands spirituaal;
- Karl Josef Becker (1928-2015), Duits kardinaal;
- Peter-Hans Kolvenbach (1928-2016) Nederlandse 29e generaal-overste van de orde;
- Peter Hebblethwaite (1930-1994), Engels theoloog, journalist, publicist, 'Vatican-watcher'; verliet na 20 jaar de orde;
- Huub Oosterhuis (1933-2023), Nederlands dichter, theoloog en liturgist; na 17 jaar de orde uitgezet;
- Ton van der Stap (1934-2009), Nederlands kunstenaar, theoloog, auteur, vertaler, mysticus; na 20 jaar de orde uitgezet;
- Raymund Schwager (1935-2004), Zwitsers theoloog;
- Paus Franciscus (1936-2025), paus sinds 13 maart 2013, overleden 21 april 2025, Jorge Bergoglio, Argentijn;
- Frans van der Lugt (1938-2014), Nederlands therapeut, missionaris in Syrië, aldaar vermoord;
- Nico Kluiters (1940-1985), Nederlands missionaris in Libanon, aldaar vermoord;
- Marcel Chappin (1943-2021), Nederlands priester, kerkhistoricus, vice-prefect van het Vaticaans Geheim Archief;
- Michael Czerny (1946), Canadees curiekardinaal, ondersecretaris van de Dicasterie voor de Bevordering van de Gehele Menselijke Ontwikkeling;
- Peter Raedts (1948), Nederlands historicus, verliet na 30 jaar de orde;
- Marc Desmet (1956), regionaal overste van de Jezuïetenorde in Vlaanderen en Nederland vanaf 2020;[69]
- Johan Verschueren (1960), regionaal overste van de Jezuïetenorde in Vlaanderen en Nederland van 2012 tot 2020.[69]

## Generaal-oversten van de Societas Jesu
- 1541-1556: Ignatius van Loyola (Sp)
- 1558-1565: Diego Laínez (Sp)
- 1565-1572: Franciscus Borgia (Sp)
- 1573-1580: Everard Mercurian (B)
- 1581-1615: Claudio Aquaviva (It)
- 1615-1645: Mutio Vitelleschi (It)
- 1646-1649: Vincenzo Carafa (It)
- 1649-1651: Francisco Piccolomini (It)
- 1652-1652: Luigi Gottifredi (It)
- 1652-1664: Goswin Nickel (D)
- 1664-1681: Gian Paolo Oliva (It)
- 1682-1686: Charles de Noyelle (B)
- 1687-1705: Thyrsus González (Sp)
- 1706-1730: Michelangelo Tamburini (It)
- 1730-1750: Franz Retz (Tsjech)
- 1751-1755: Ignazio Visconti (It)
- 1755-1757: Luigi Centurioni (It)
- 1758-1775: Lorenzo Ricci (It)
- 1775-1814: Jezuïetenorde verboden (Oost-Europese 'vicarissen-generaal', waaronder Grouber en Francis Karew)
- 1814-1820: Tadeusz Brzozowski (PL)
- 1820-1829: Aloisius Fortis (It)
- 1829-1853: Jan Roothaan (NL)
- 1853-1887: Peter Jan Beckx (B)
- 1887-1892: Anton Anderledy (CH)
- 1892-1901: Luis Martin (Sp)
- 1906-1914: Franz Xaver Wernz (D)
- 1915-1942: Wladimir Ledóchowski (PL)
- 1946-1964: Jean-Baptiste Janssens (B)
- 1965-1983: Pedro Arrupe (Sp)
- 1983-2008: Peter-Hans Kolvenbach (NL)
- 2008-2016: Adolfo Nicolás (Sp)
- 2016-heden: Arturo Sosa (Venezuela)

## Opleiding
Plaatsen waar Nederlandse jezuïeten priesterstudenten opleidden waren Mariëndaal (noviciaat) in Velp, het Berchmanianum (filosofie) in Nijmegen, thans in gebruik als academiegebouw van de Radboud Universiteit Nijmegen, en het Canisianum (theologie) in Maastricht, thans in gebruik bij de Universiteit Maastricht.
Het noviciaat voor NSJ'ers van de West-Europese 'assistancy' wordt nu gemeenschappelijk gevolgd in de Engelse stad Birmingham. Het vervolg van de lange opleiding kan plaatsvinden in de hele wereld. Jonge jezuïeten uit de Lage Landen studeerden in Australië, België, Chili, Duitsland, Nederland, Frankrijk, Engeland, Ierland, Italië, Libanon, Spanje en de Verenigde Staten.
Naast de opleiding voor het priesterschap doen de jezuïeten in den regel nog een of meer andere studies. De studie duurt dan niet zelden een jaar of vijftien.

## Onderwijs
In totaal zijn er iets minder dan 4000 scholen voor lager en middelbaar onderwijs, verbonden met de jezuïeten. Een kleine 500 zijn klassieke "colleges". Een 3000 richt zich expliciet tot minderbedeelde kinderen. De Sociëteit van Jezus heeft ook 220 instellingen voor hoger onderwijs. In Rome staat het Pauselijk Bijbelinstituut, een instelling van de Heilige Stoel, onder auspiciën van de jezuïeten.

### In België
Vlaanderen telt acht jezuïetencolleges:
- Sint-Jozefscollege in Aalst;
- Onze-Lieve-Vrouwecollege in Antwerpen;
- Xaveriuscollege in Borgerhout;
- Sint-Jan Berchmanscollege in Brussel;
- Sint-Barbaracollege in Gent;
- Jan-van-Ruusbroeckollege in Laken;
- Sint-Jozefcollege in Turnhout;
- Egied Van Broeckhovenschool in Sint-Jans-Molenbeek.[71]

De acht Vlaamse jezuïetencolleges worden in naam van de provinciaal-overste van de jezuïeten begeleid door de Cebeco (Centraal Beleid van de Colleges), die het ignatiaanse opvoedingsproject in deze colleges bevordert. Cebeco organiseert daarvoor vorming voor personeelsleden en beheerders, een pedagogische begeleidingsdienst, uitwisselingen tussen de colleges en netwerkvorming. Het vertegenwoordigt de jezuïetencolleges in het Katholiek Onderwijs Vlaanderen en de bisdommen.
Door de jezuïeten gestichte Franstalige colleges in België:
- Collège du Sacré-Coeur in Charleroi
- Collège Saint-Paul, nu onderdeel van het Collège de Godinne-Burnot in Godinne (Yvoir)
- Collège Saint-Michel in Etterbeek (Brussel)
- Collège Saint-Benoît Saint-Servais in Luik
- Collège Saint-François-Xavier in Verviers
- Collège Notre-Dame de la Paix in Namen
- Institut Gramme in Luik

Door de jezuïeten gestichte universiteiten en instellingen van hoger onderwijs in België:
- Universitaire Faculteiten Sint-Ignatius Antwerpen (UFSIA), dat nu deel uitmaakt van de Universiteit Antwerpen.
- Universitaire faculteiten Notre-Dame de la Paix te Namen, thans de Université de Namur.
- EHSAL, economische hogeschool Sint-Aloysius en Universitaire Faculteiten Sint-Aloysius te Brussel, dat nu deel uitmaakt van de Katholieke Universiteit Leuven.
- In het voormalige prinsbisdom Luik hadden zij het College van Engelse Jezuïeten.

### In Nederland
Door de jezuïeten gestichte colleges in Nederland, ook bekend onder het acroniem WIMACS:
- Katholieke Scholengemeenschap De Breul sinds 1946 in Zeist; opgericht in 1831 als Sint Willibrorduscollege Katwijk;
- Sint Ignatiusgymnasium in Amsterdam;
- Maartenscollege in Groningen;
- Aloysius College in Den Haag;
- Canisius College in Nijmegen;
- Stanislascollege in Delft.

In de jaren 1980 en 1990 is het bestuur van zeven voormalige Nederlandse jezuïetencolleges overgedragen aan lokale besturen; eerder was al één college afgestoten. In de daarop volgende jaren zijn deze colleges door fusies met andere scholen van hun ignatiaanse wortels losgeraakt, met uitzondering van het Stanislascollege te Delft, dat verbonden bleef met het netwerk van jezuïetenscholen in Europa dat werkt met de ignatiaanse pedagogiek. Het Stanislascollege is nu op basis van de overeenkomst met de Orde der Jezuïeten, een Jezuïetencollege. In 2018 hebben de laatste twee jezuïeten afscheid genomen van het Stanislascollege. Het patershuis wordt sindsdien gebruikt door paters die tijdelijk op het terrein verblijven en de zes scholen van het Stanislascollege in Delft, Rijswijk en Pijnacker-Nootdorp, ondersteunen.
Van 1853 tot 1967 was in Maastricht de theologische faculteit van de Nederlandse provincie gevestigd, een zogenaamd collegium maximum met promotierecht. Het gebouw aan de Tongersestraat, het Canisianum, huisvest thans de faculteit Economie van de Universiteit Maastricht. Behalve het gebouw Canisianum heeft de universiteit ook de uit ruim 200.000 banden bestaande boekencollectie van de jezuïeten overgenomen. Een ander instituut voor hoger onderwijs was het Berchmanianum in Nijmegen, thans een van de bestuurszetels van de Radboud Universiteit.